# Ginkgo biloba
Pour les articles homonymes, voir Abricotier (homonymie) et Ginkgo.
Espèce
Classification phylogénétique
Statut de conservation UICN

 EN B1+2c : En danger

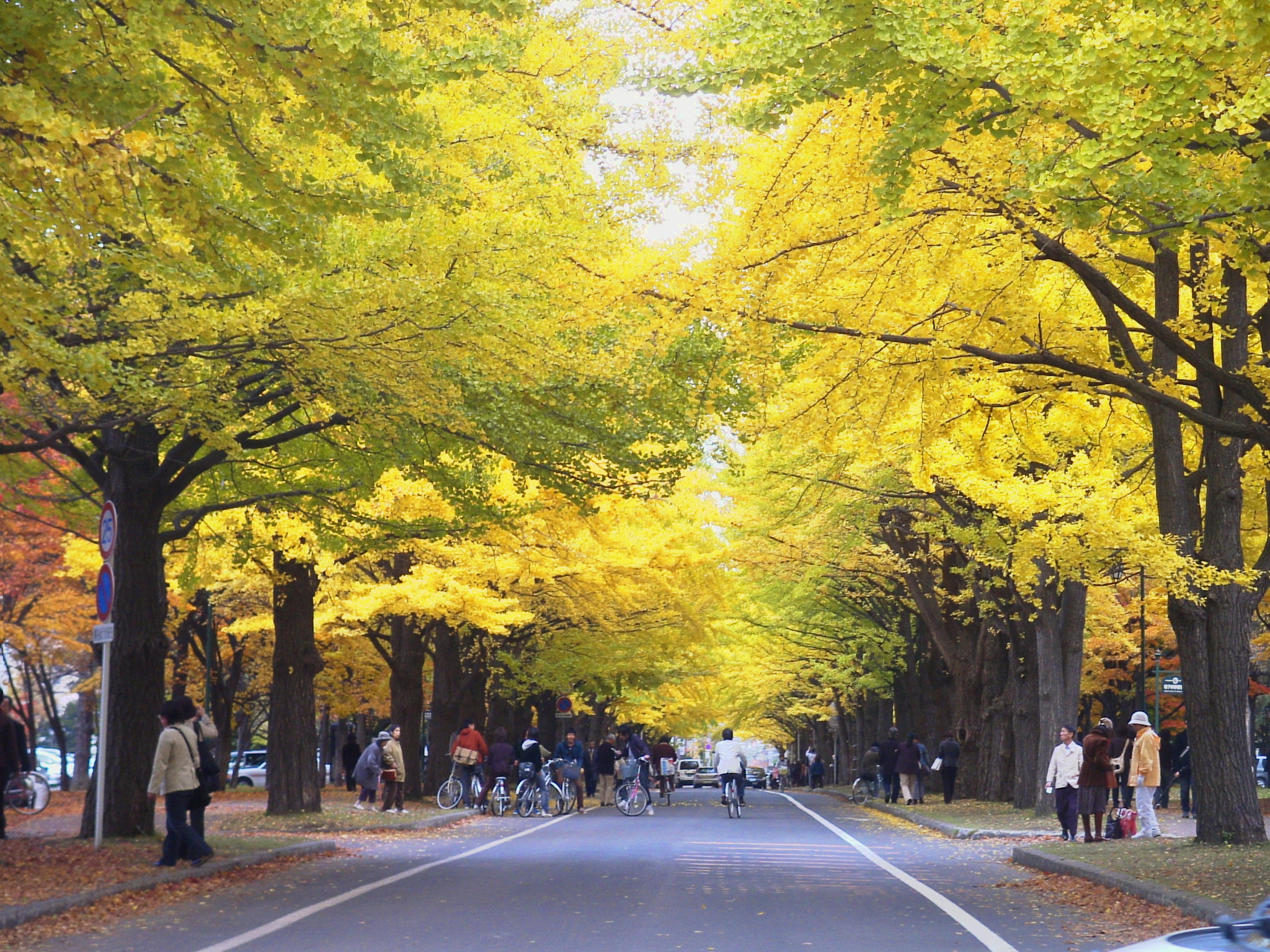
Route des ginkgos, université Sapporo, Hokkaidō.

Le Ginkgo, aussi appelé arbre aux quarante écus, arbre aux mille écus, ou encore arbre aux abricots d'argent (Ginkgo biloba L., 1771)  (银杏 yínxìng en chinois), est une espèce d'arbre gymnosperme et la seule représentante actuelle de la famille des Ginkgoaceae. C'est aussi la seule espèce actuelle de la division des Ginkgophyta.
Le ginkgo est un arbre dioïque dont les individus mâles portent des bouquets de cônes de pollen semblables à des chatons et dont les individus femelles possèdent de longs pédoncules portant à leur extrémité un ovule, nu (sans être enveloppé dans un ovaire), sans pétales.
En Chine, certains spécimens de cet arbre auraient une durée de vie excédant les 3 000 ans et plus de 100 individus auraient plus de 1 000 ans.
Particulièrement appréciée pour son superbe feuillage jaune vif à l'automne, l'espèce est cultivée partout dans le monde à partir du XIXe siècle.
Les Ginkgoales sont apparues au Permien il y a plus de 270 millions d'années et ont prospéré dans le monde entier jusqu’au Mésozoïque, en particulier au Jurassique. Mais à la période des glaciations quaternaires, la seule espèce du phylum à subsister est Ginkgo biloba, qui ne survécut que dans quelques rares refuges au climat plus doux du Sud de la Chine. Elle est considérée comme une espèce panchronique. Ces derniers milliers d’années, elle fut cultivée pour son intérêt ornemental et fut transférée au Japon et en Corée aux alentours du XIIe siècle.
En Chine, les anciens ouvrages de pharmacopée l’ignorent puisque son utilisation médicinale n’a vraiment commencé qu’après la publication en 1596 du « Compendium de matière médicale » de Li Shizhen. En Asie orientale, seules les amandes de ginkgo furent utilisées en médecine et en cuisine. Mais alors qu’elles sont principalement employées pour traiter diverses affections des voies respiratoires et pulmonaires en Chine, elles sont mobilisées pour régler les problèmes de digestion au Japon, et dans les années 2000, ce fut le déclin cognitif et l’altération de la mémoire des sujets âgés qui assurèrent le succès des extraits de ginkgo en Occident.
En Occident, le ginkgo, qui fascinait par toutes ses caractéristiques prodigieuses, connut un engouement pour les promesses de ses bénéfices thérapeutiques potentiels à la fin du XXe siècle. Selon une enquête menée en 2007 sur les herbes médicinales, le ginkgo et le ginseng étaient les plus populaires au monde.
Quelques propriétés pharmacologiques intéressantes de l’extrait de ginkgo suscitèrent la production de centaine de publications, revues et ouvrages de recherche, qui après bien des efforts, finirent par tempérer passablement l’enthousiasme initial.

## Historique

### Nomenclature, taxonomie

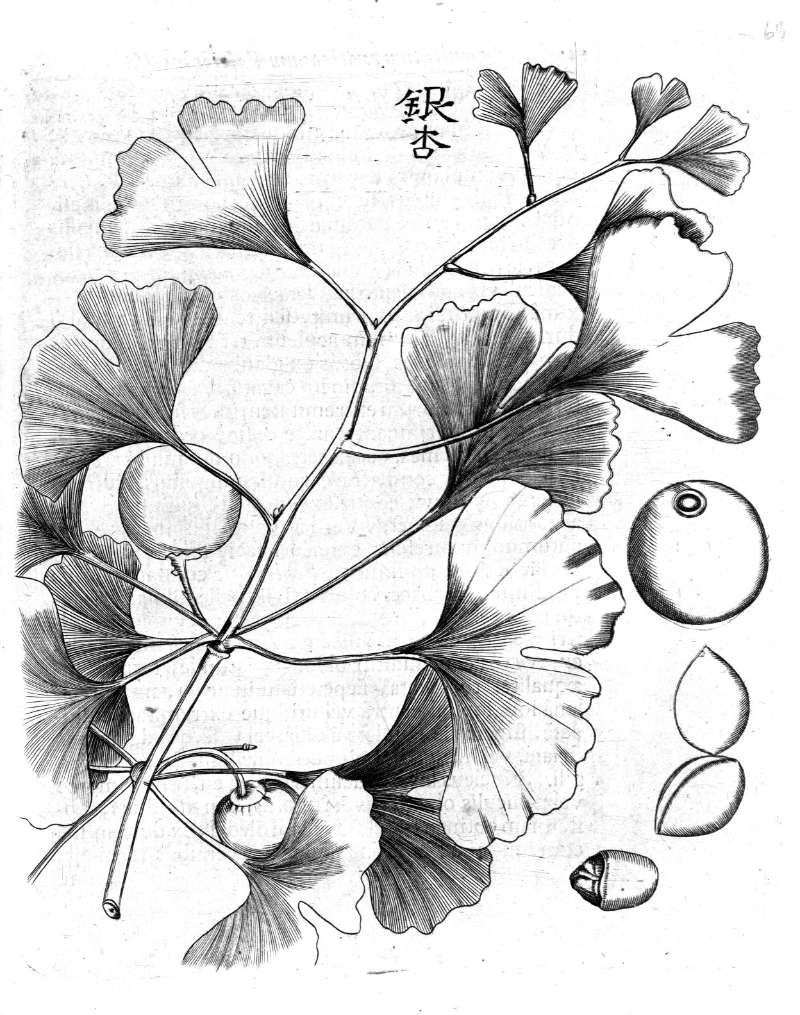
Ginkgo biloba dans Amoenitatum Exoticarum d'Engelbert Kaempfer (1712).

Linné a nommé l’espèce Ginkgo biloba dans Mantissa plantarum, un ouvrage tardif, publié en 1767, dans les dernières années de sa vie qu'il consacra à éditer la douzième édition de Systema naturae (1766-1768). Il dut pour décrire les dernières plantes reçues de ses correspondants, publier deux autres ouvrages Mantissa Plantarum (1767) puis Mantissa Plantarum Altera (1771). Il place Ginkgo biloba en annexe de la classe des Cryptogamia, des plantes sans fleurs, où sont rassemblés des fougères (comme Polypodium), des mousses (Bryum), des algues (Ulva), des champignons (Lycoperdon). Il renvoie l'espèce à la seule description existante, celle de Kaempfer faite sur le terrain au Japon.
L’Europe a découvert le ginkgo grâce à Engelbert Kaempfer, médecin et botaniste allemand, qui séjourna au Japon de 1690 à 1692 en mission pour la Compagnie néerlandaise des Indes orientales. Il fut le premier Européen à décrire cet arbre dans son mémoire Amoenitatum exoticarum (publié en 1712). C’est lui qui le nomma en latin Ginkgo, terme reprit par Linné pour le nom de genre de l’espèce. Il indiqua aussi que la noix de ginkgo « favorise la digestion » ainsi qu’il « relâche le ventre ballonné par la nourriture », et comment ces noix, par conséquent, n'étaient « jamais absentes après un repas somptueux ».
Engelbert Kaempfer rapporta des graines ou des boutures de ginkgo aux Provinces-Unies et c’est au jardin botanique d’Utrecht (actuel Pays-Bas) que le premier ginkgo européen aurait été planté en 1730. Puis des ginkgos furent plantés à Geetbets (Belgique) en 1730, à Anduze (France) en 1750, à Slavkov (Tchéquie) en 1758, à Kew (Angleterre) en 1762, Vienne (Autriche) en 1770, Harkle (Allemagne) 1781, Montpellier (France) en 1788 etc.. En 1784, le premier ginkgo fut planté à Philadelphie aux États-Unis.
Auguste Broussonnet (1761-1807) reçut en présent un pied de Ginkgo biloba  de Sir Joseph Banks (1743-1820). Il le donna alors à Antoine Gouan (1733-1821) qui le planta au jardin des plantes de Montpellier en 1788. En 1795, une bouture prise sur ce ginkgo fut plantée au jardin des plantes de Paris. Ces deux arbres sont toujours vivants à ce jour (de 2021).
À cette époque la reproduction sexuelle des ginkgos demeurait obscure. Il se trouve que tous ces arbres étaient des individus mâles, mais tous les botanistes n’en avaient pas pleinement conscience. Ainsi le botaniste britannique James Edward Smith lut en 1796 un papier devant la Linnean Society of London dans lequel il disait que le ginkgo de Kew avait fleuri et qu’il avait résolu le mystère de la sexualité du ginkgo : le ginkgo était une espèce monoïque, c’est-à-dire que le même pied portait des fleurs mâles et femelles distinctes. Pour bien marquer sa découverte, il lui donna le nom de Salisburia adiantifolia.
Gouan, le botaniste de Montpellier, le contredit – n’ayant observé que des fleurs mâles sur le ginkgo de son jardin, l’espèce devait plutôt être dioïque. La preuve finale vint de Genève où Augustin Pyramus de Candolle trouva un pied femelle. Il fournit un scion qui fut greffé sur l’individu mâle de Montpellier par Delille en 1830. En 1835, l'arbre donna pour la première fois en Europe des ovules fécondés par le pollen d'autres branches.

### Étymologie

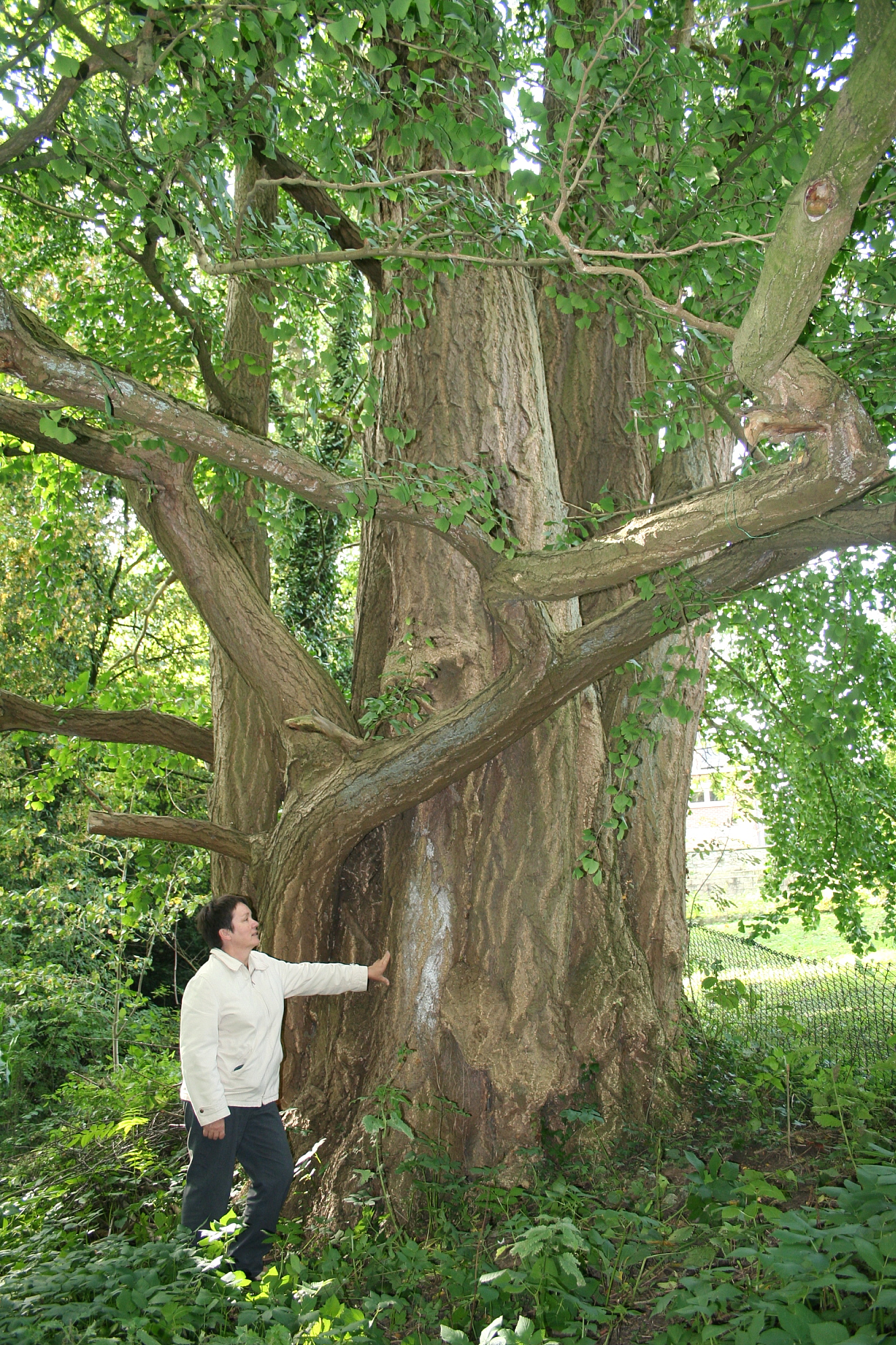
Le plus gros ginkgo de Belgique à Tournai, circonférence de 7,20 m.

Le nom latin de genre ginkgo vient de l'ancienne lecture japonaise ginkyō du mot chinois 銀杏, notée ぎんきょう avec la notation rekishiteki kanazukai dans l'atlas botanique « Kinmôzui » de Nakamura Tekisai (1629 - 1702).
En chinois moderne, 銀 se prononce yín et signifie « argent », tandis que 杏 se prononce xìng et signifie « abricot ». L’analyse morphologique du nom 銀杏 yínxìng  est donc abricot-argenté et sa signification est « gingko ». C’est actuellement le nom vulgaire officiel pour désigner Ginkgo biloba.
En japonais moderne, ces caractères chinois se prononcent ginnan ぎんなん, en réservant le plus souvent cette prononciation pour parler du fruit, tandis que l'arbre est nommé ichō (イチョウ). La forme du « Kinmôzui » de Nakamura Tekisai n'est plus usitée.
Carl von Linné a suivi la notation ginkgo faite par Engelbert Kaempfer dans son livre Amoenitates exoticae publié en 1712. Cette notation est également présente dans les notes manuscrites de Kaempfer, ce qui exclut une erreur de typographie. Kaempfer aurait dû écrire « ginkjo » ou « ginkio » avec un « j » ou un « i » pour être cohérent avec les autres mots japonais qu'il écrivait. La romanisation Hepburn qui utilise un « y », et transcrit « ginkyō » l'ancienne lecture japonaise, ne fut inventée que beaucoup plus tard, en 1887. L'utilisation de la lettre « g » par Kaempfer demeure donc inexpliquée. Toutefois selon Shihomi et Terumitsu Hori, la présence du second g serait due aux origines du médecin allemand. Les deux chercheurs japonais suggèrent que Kaempfer, originaire de Lemgo, dans le nord de l'Allemagne aurait utilisé sa prononciation dialectale de l'alphabet latin pour restituer la prononciation des termes japonais,.

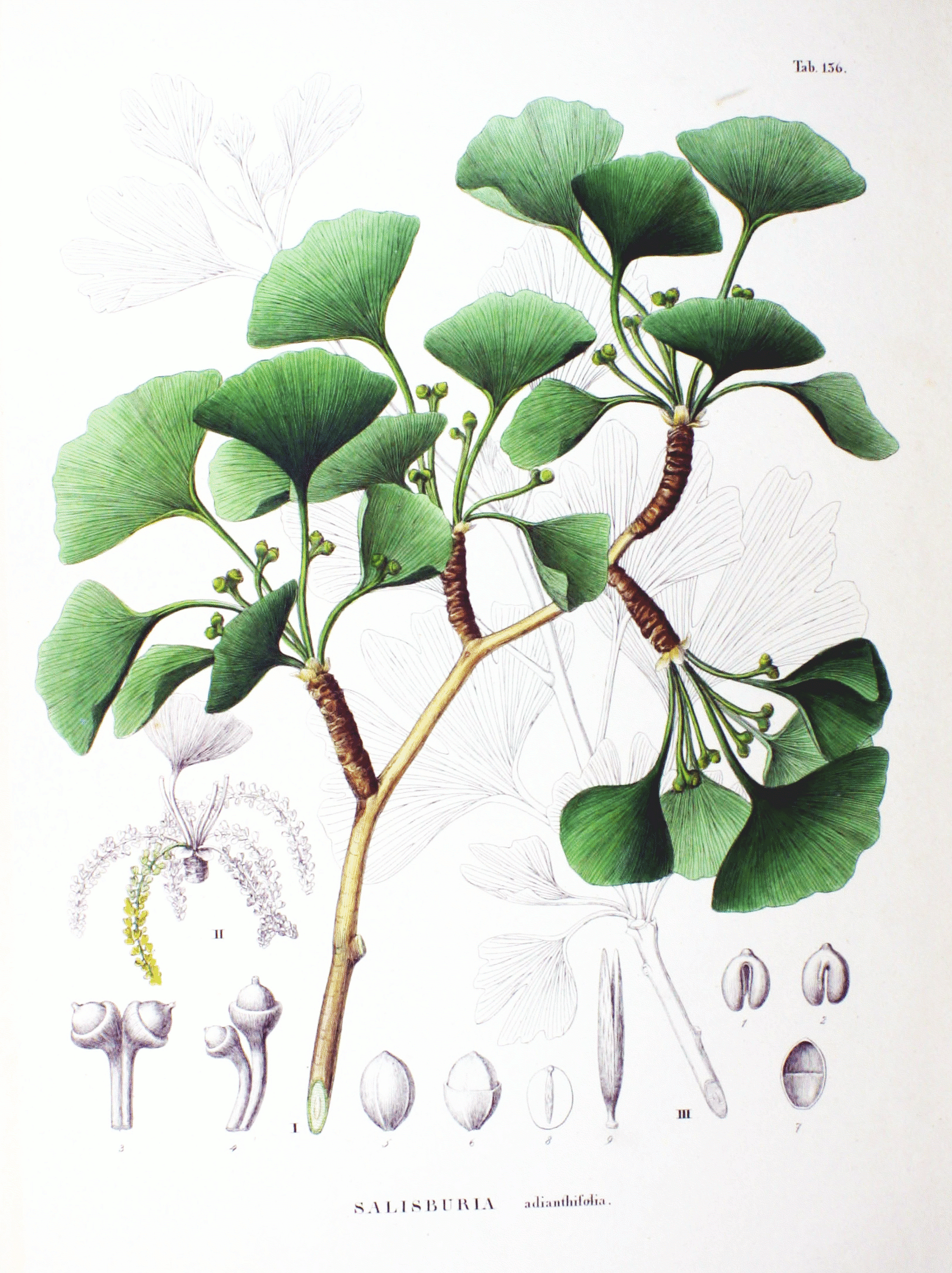
Ginkgo biloba, lithographie de Philipp Franz von Siebold et Joseph Gerhard Zuccarini 1870.

L'épithète spécifique biloba fait référence à la forme caractéristique des feuilles, fendues en deux lobes.
En français, le nom d’« arbre aux quarante écus » viendrait selon André Thouin du fait que le jardinier amateur M. de Pétigny, a acheté en 1788, cinq plants de ginkgo à un botaniste anglais pour la somme considérable de 25 guinées, soit 40 écus chaque pied. Selon une autre version rapportée sur le site du Muséum national d'histoire naturelle, ce serait un botaniste de Montpellier qui acheta en 1788 cinq plants de cet arbre à un collègue anglais pour la somme faramineuse de 40 écus d'or chaque plant. Le nom d’« arbre aux mille écus » est aussi expliqué par l’aspect de ses feuilles qui deviennent jaune doré à l’automne et forment comme un tapis d’or à ses pieds.

## Description

### Appareil végétatif
Le ginkgo est un arbre de taille moyenne à grande, pouvant atteindre 20 à 30 m en France voire 40 m en Chine. La croissance est lente et la durée de vie très importante, celui du jardin botanique de l'Université du Tōhoku au Japon, est âgé de 1 250 ans. En Chine, un des plus vieux, réputé avoir plus de 3 000 ans (de la dynastie Shang), se trouve dans le temple Dinlinsi, Fulaisan, province du Shandong, un autre de 3 500 ans pousse à Panhu, Baoyacun, Dongkouxian, province de Hunan etc.. Il existe encore plus de 100 arbres de plus de mille ans. Ces très anciens spécimens se trouvent généralement près de temples, de sites historiques ou des sites touristiques. Selon le principe de coloniarité de Francis Hallé, le ginkgo serait un être vivant potentiellement immortel ; il n'a pas de prédateurs naturels, ni de parasites ou maladies. Les seuls facteurs externes défavorables seraient l'activité humaine, les aléas telluriques ou climatiques.
L’écorce des jeunes ginkgos est d’abord lisse puis devient craquelée et fissurée longitudinalement avec le temps. Sa couleur varie du brun au gris.
Ses feuilles sont uniques parmi les arbres, puisque formées de deux lobes en forme de palmes et ne présentant pas de nervure centrale comme la quasi-totalité des plantes modernes. Le limbe d’abord vert pâle devient jaune vif à l’automne. Dotées d'un pétiole de 5–8 cm, les feuilles sont insérées sur les rameaux par petits groupes de 3 ou 4 et atteignent de 5 à 15 cm de long. Elles sont caduques.

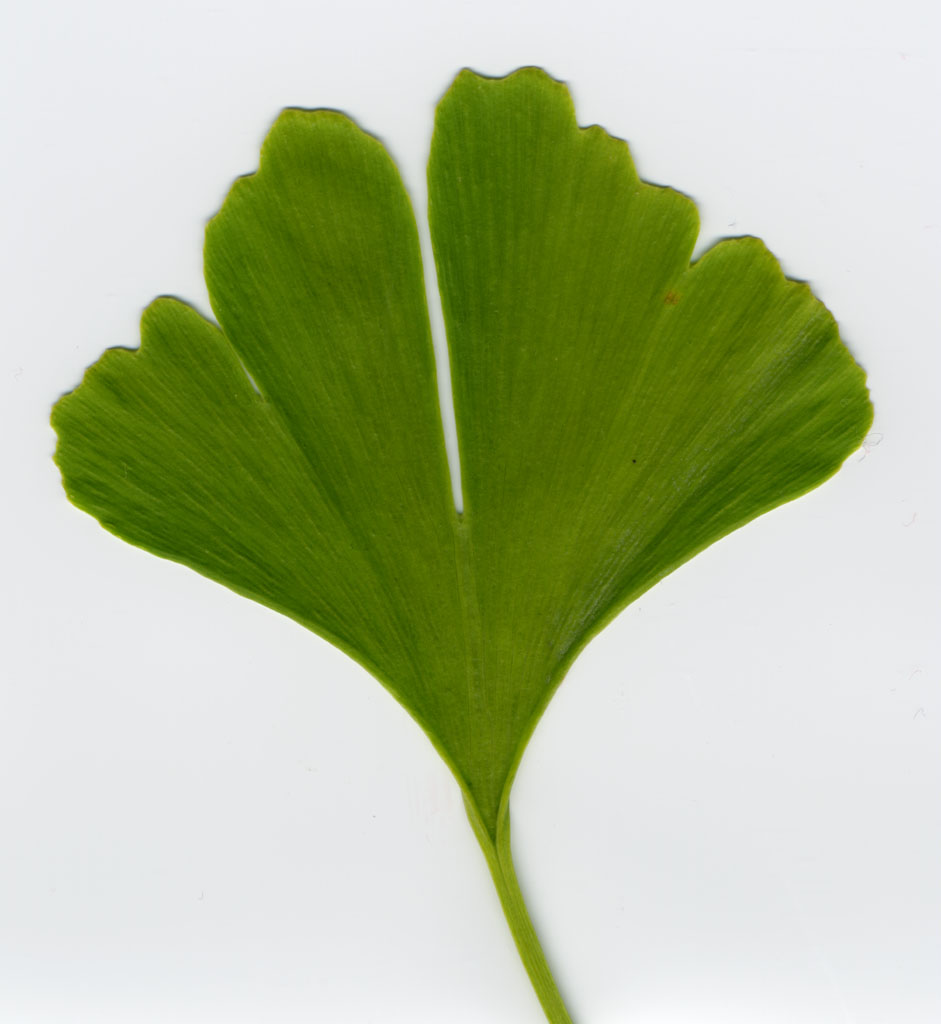
Feuille.
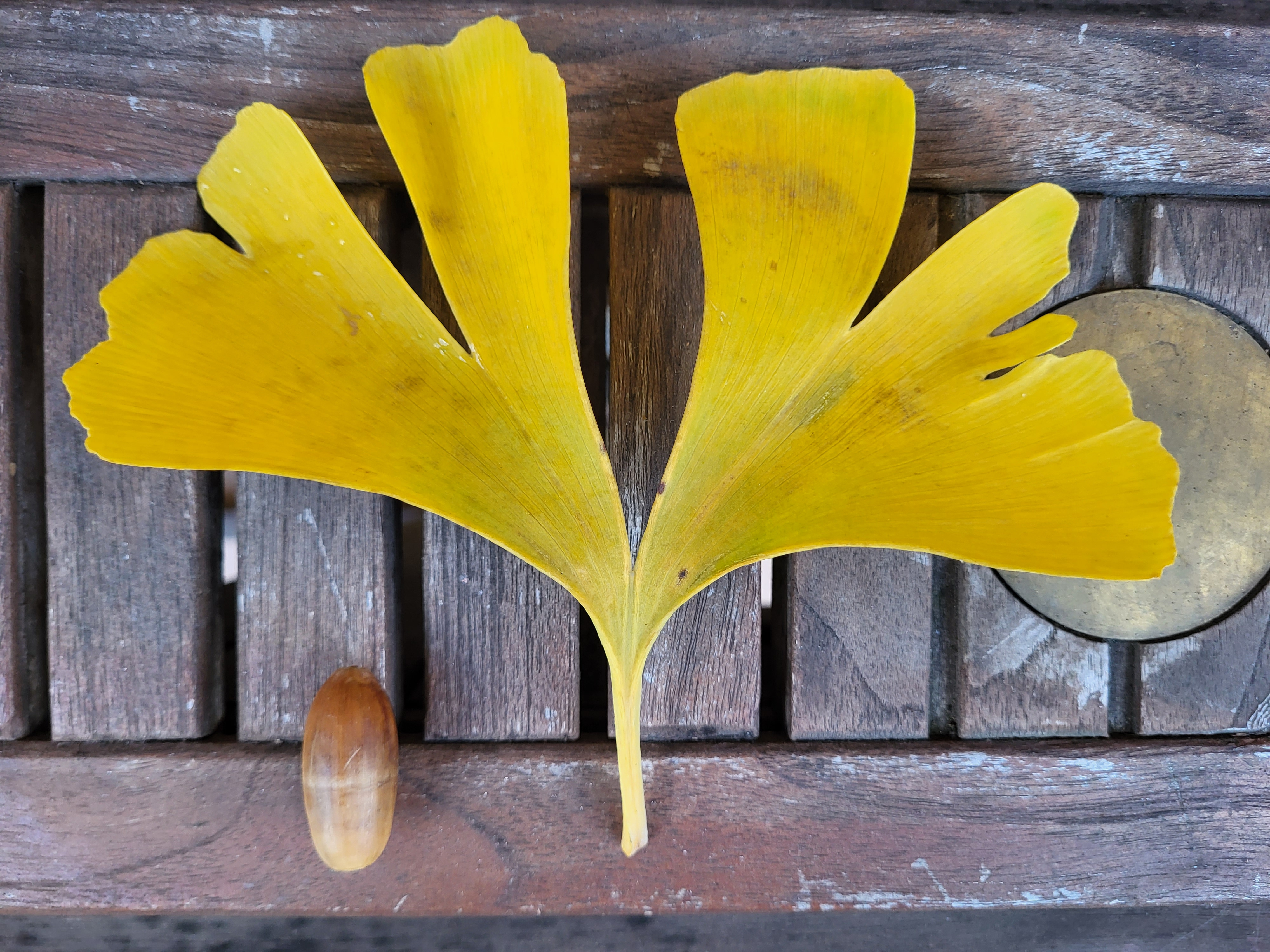
Feuille particulièrement grande
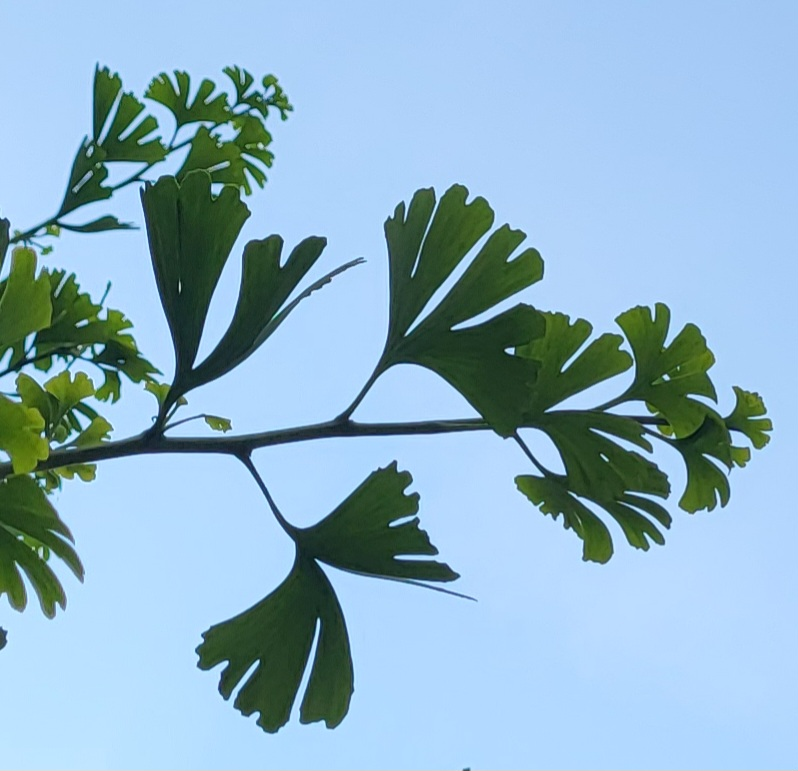
Rameau avec des feuilles très découpées.
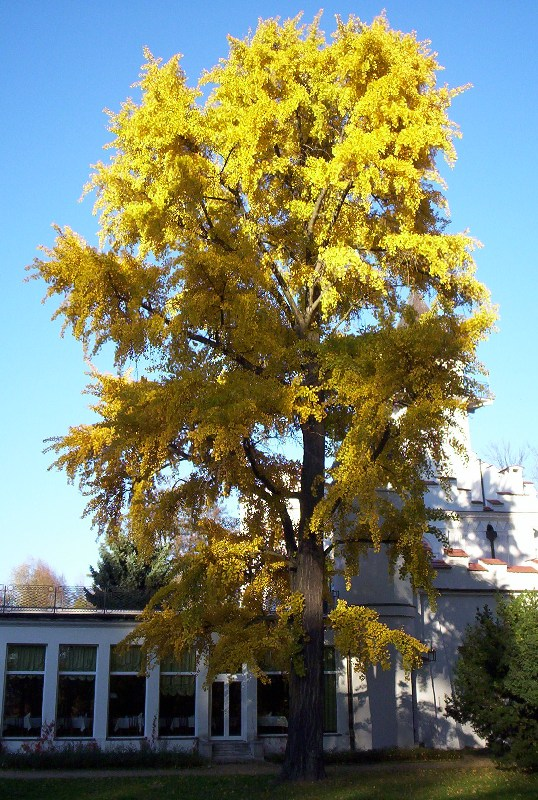
Ginkgo biloba en automne.
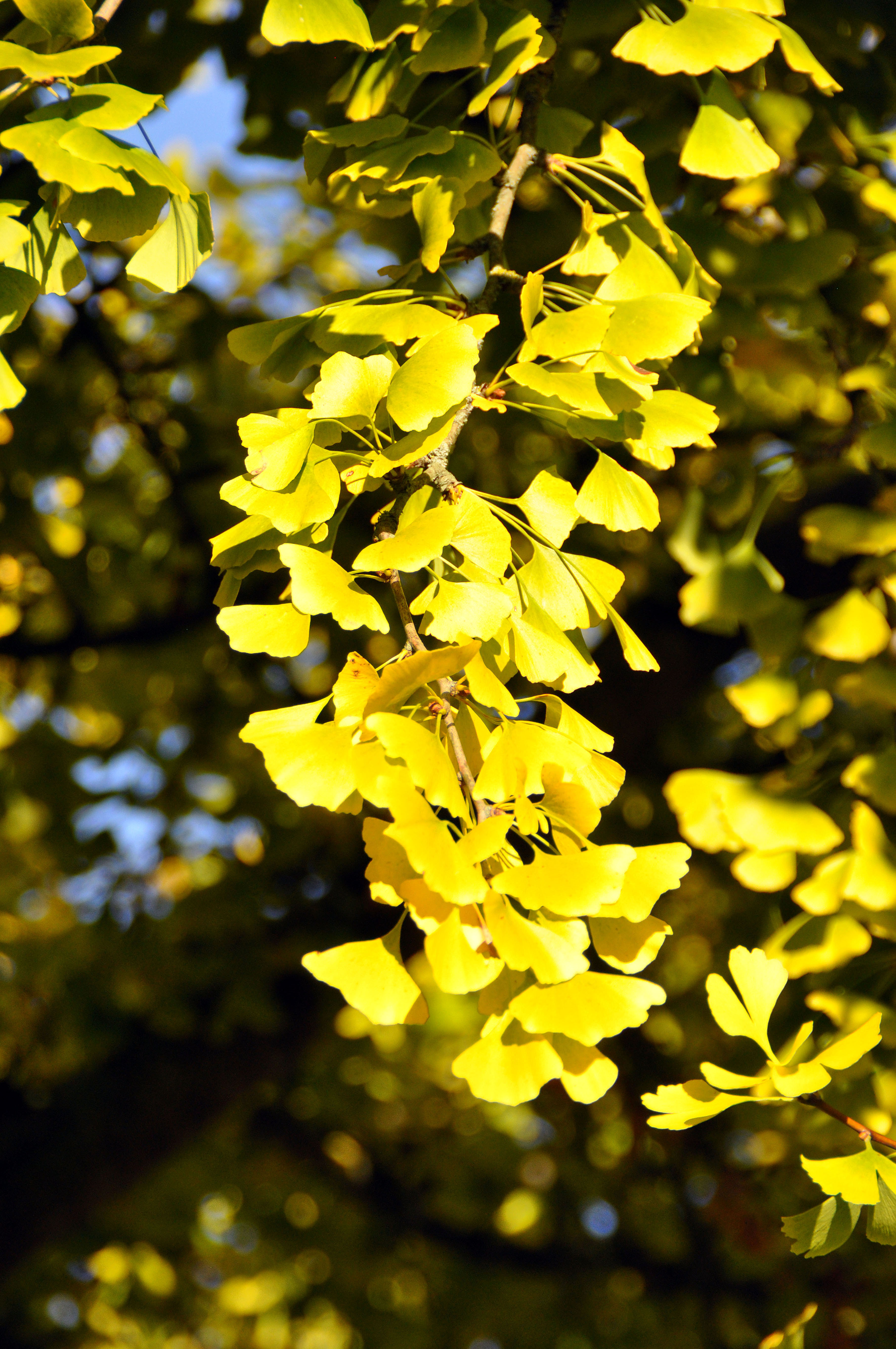
Feuilles ensoleillées en automne.
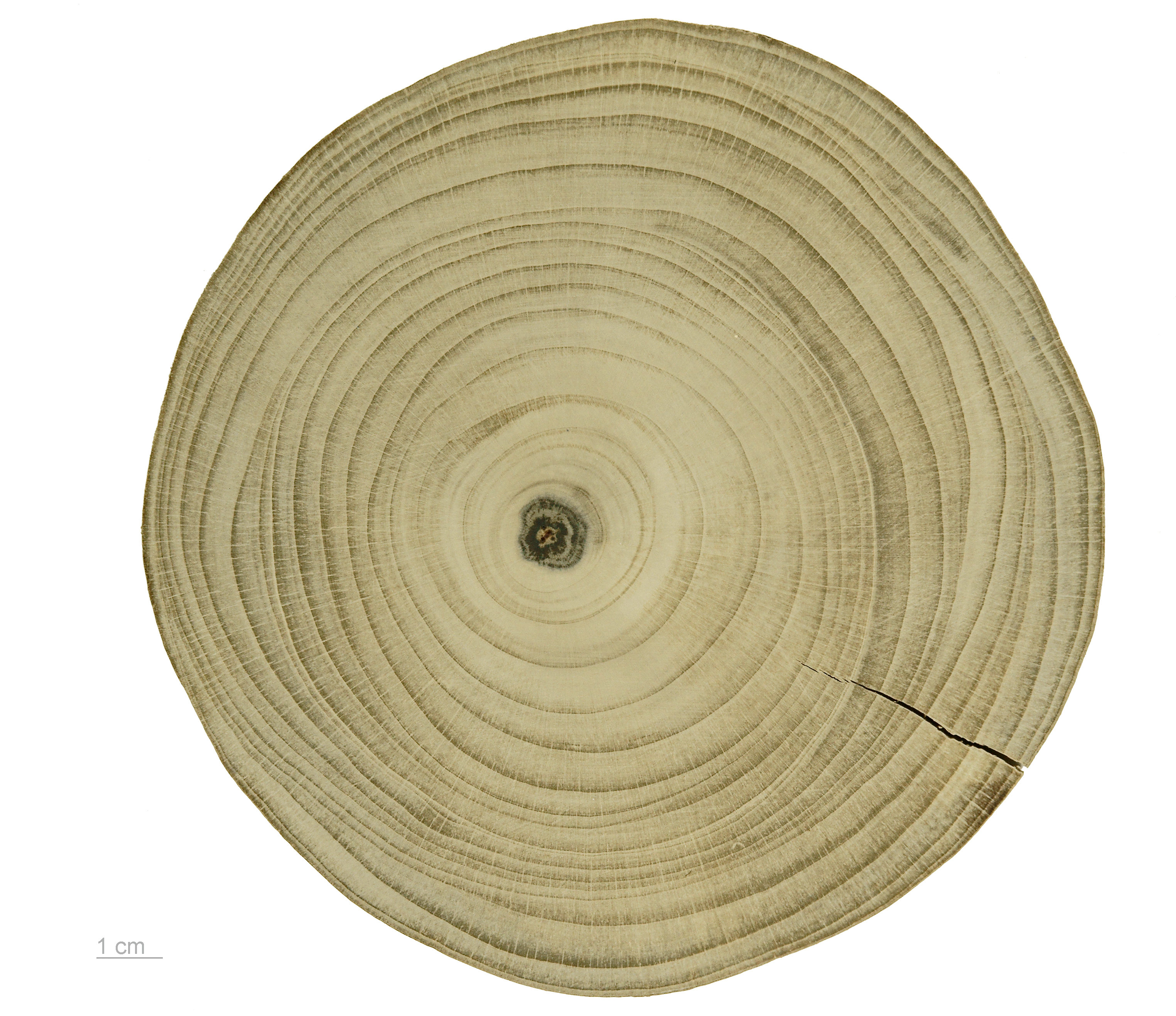
Section transversale d'un tronc de Ginkgo biloba.
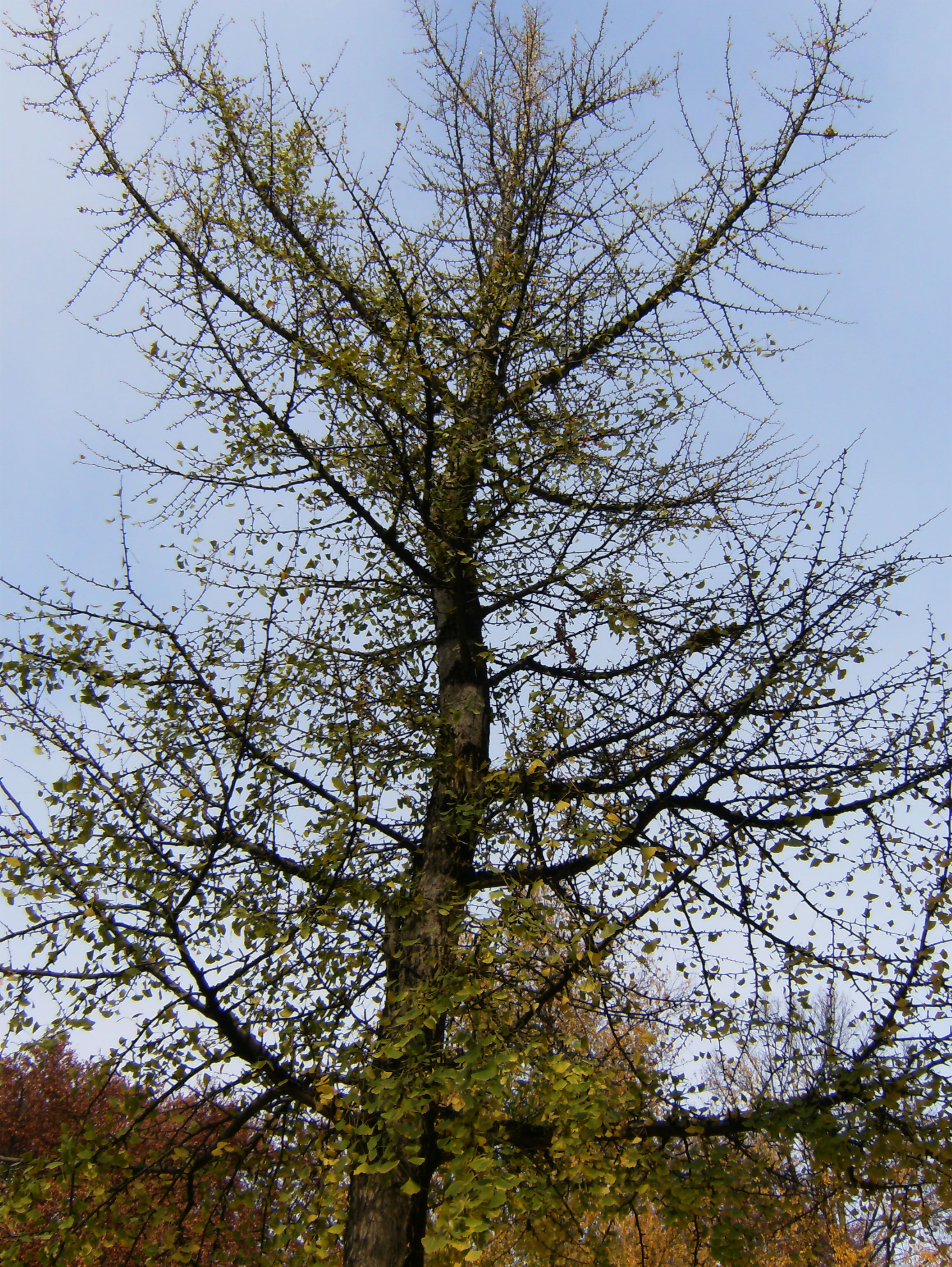
Ginkgo en automne.
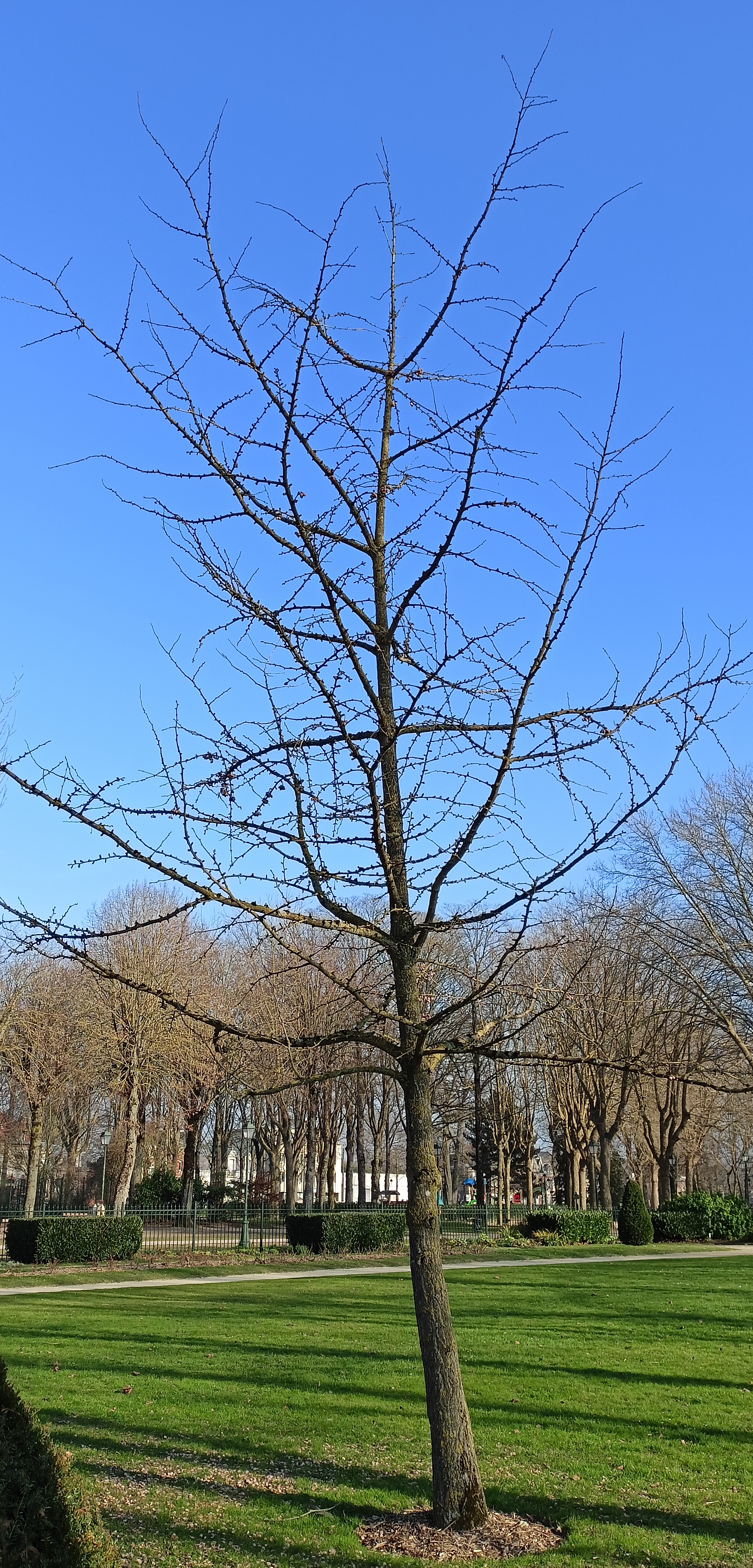
Ginkgo femelle en hiver portant encore quelques ovules.
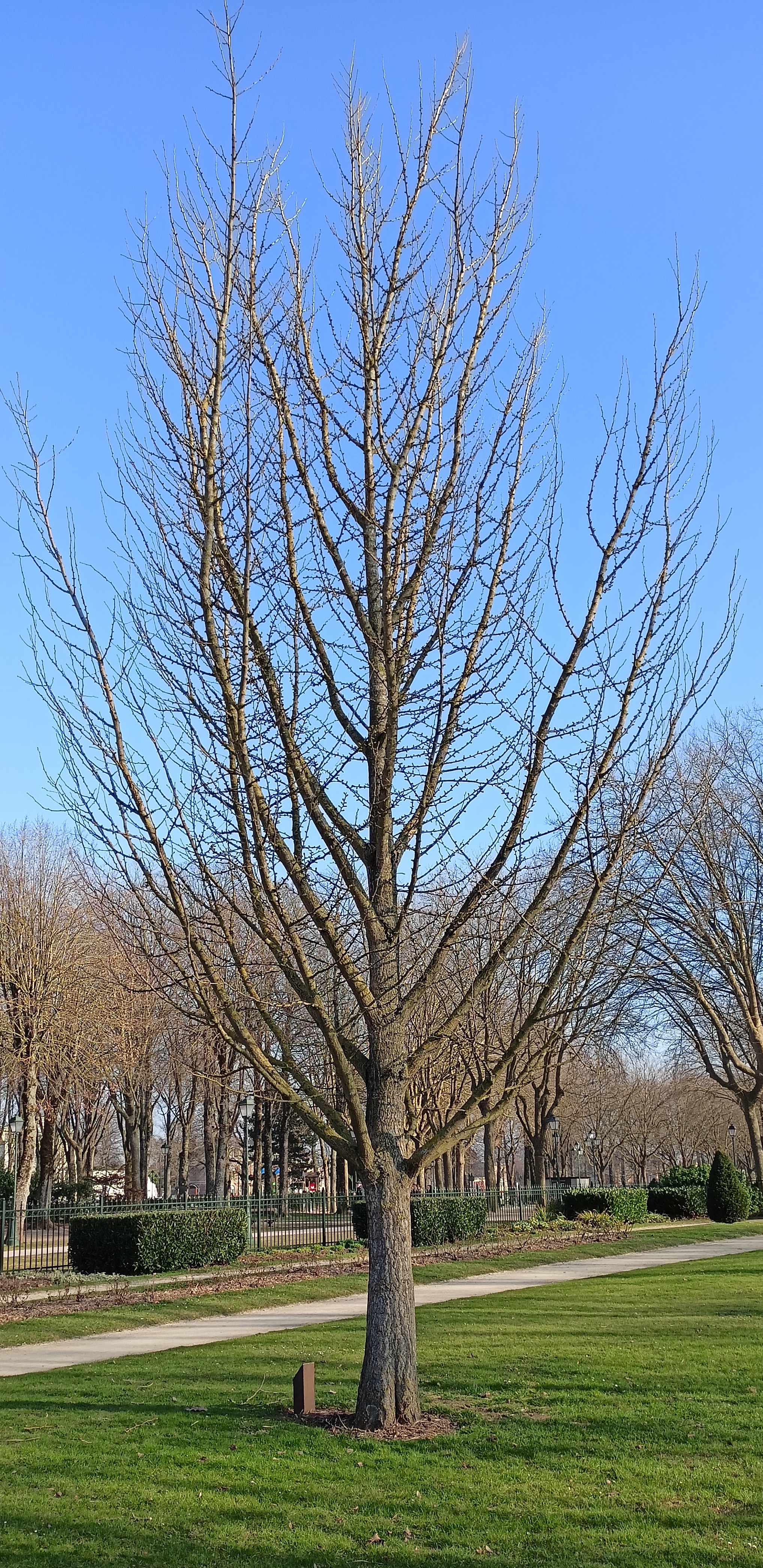
Ginkgo mâle en hiver.
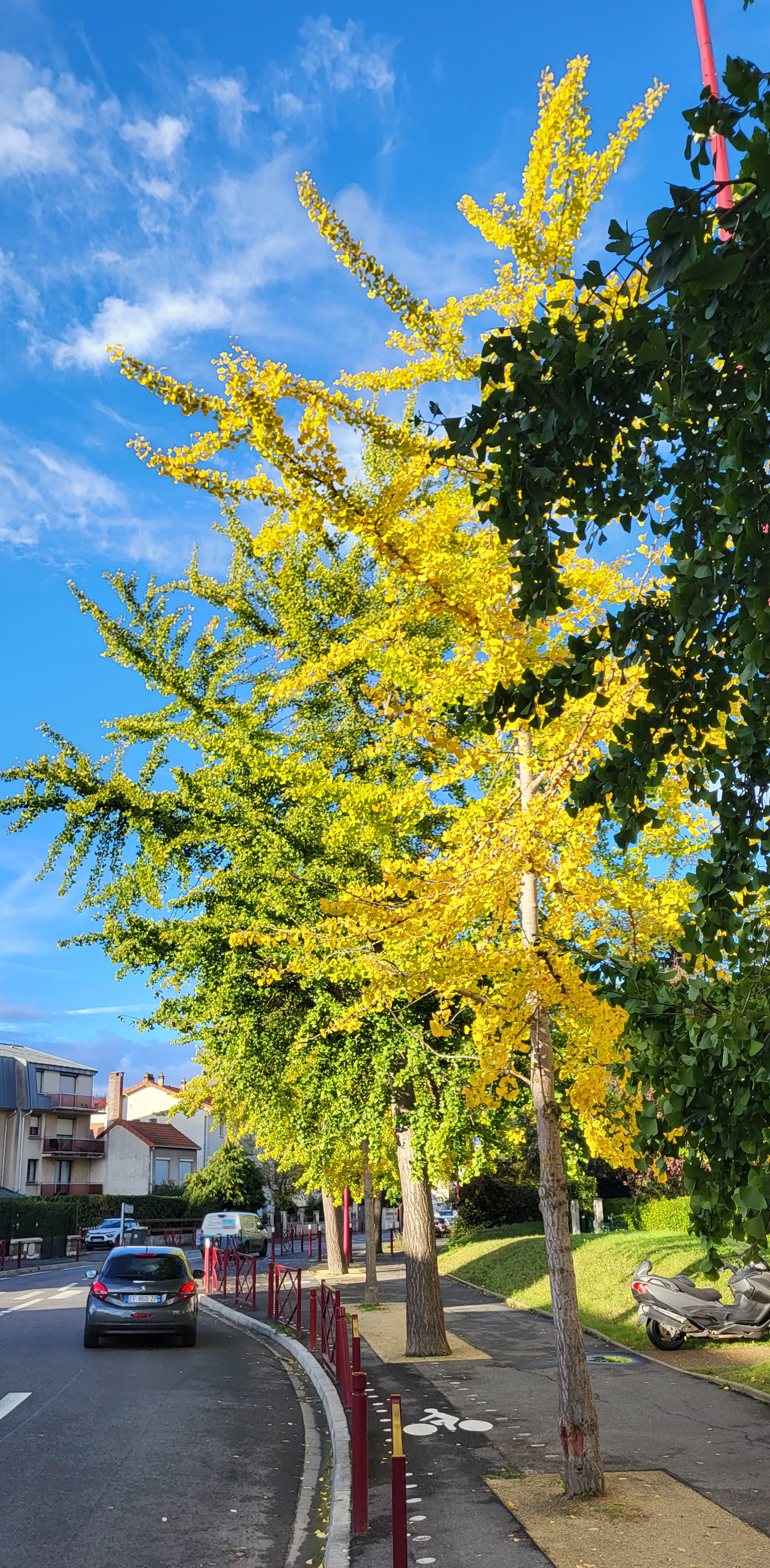
Trois Ginkgos alignés en automne.

### Appareil reproducteur

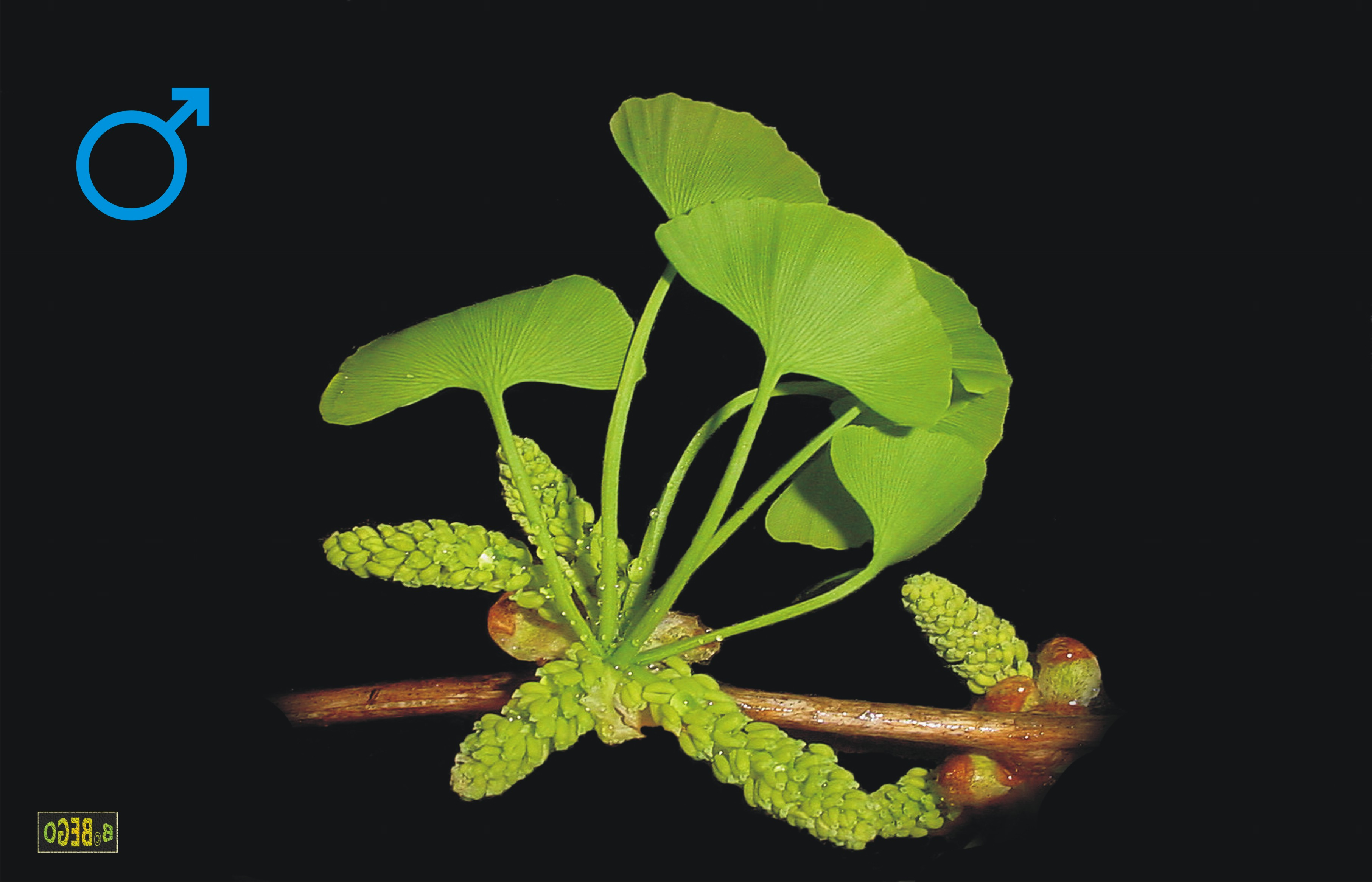
Chatons mâles.

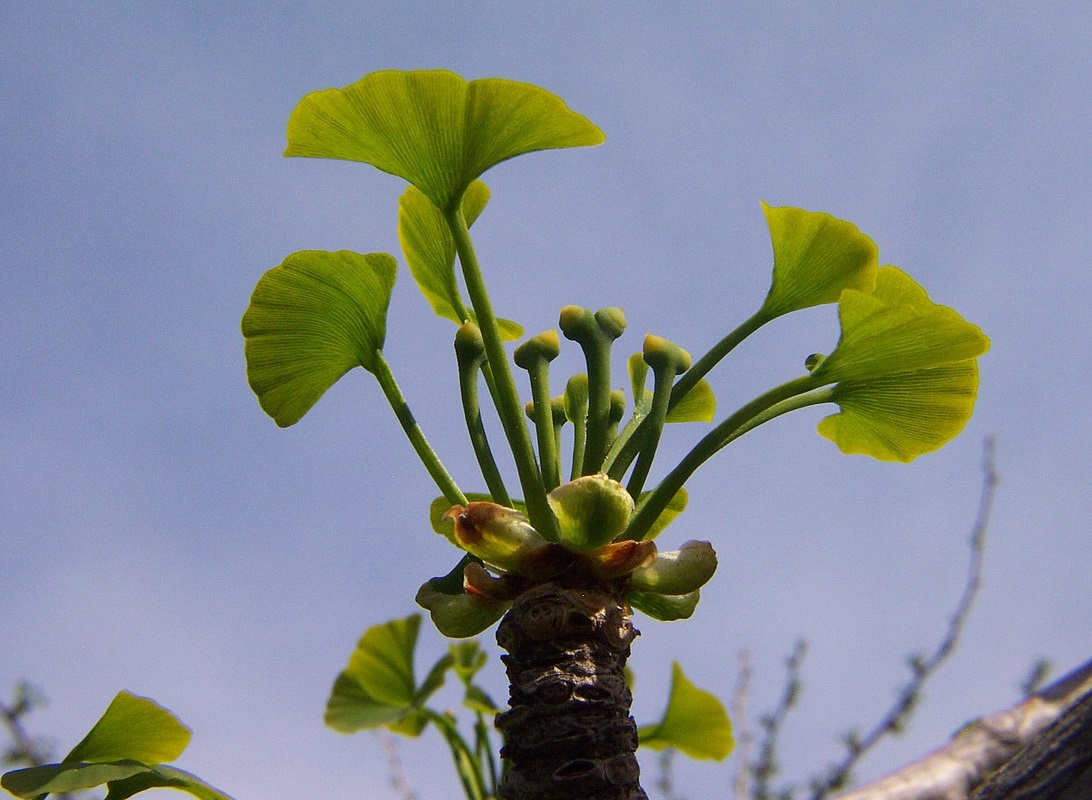
Paires d’ovules en formation.

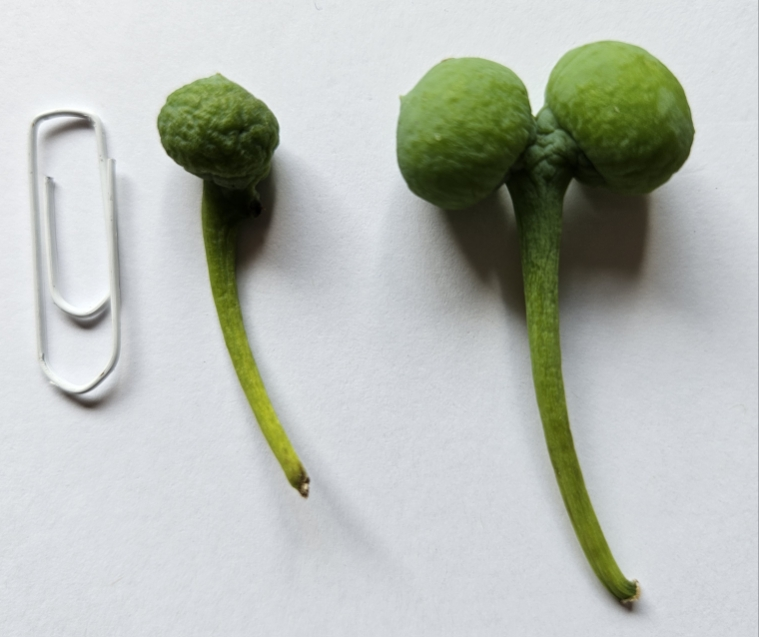
Gros plan de paires d'ovules en formation, dont un a déjà avorté

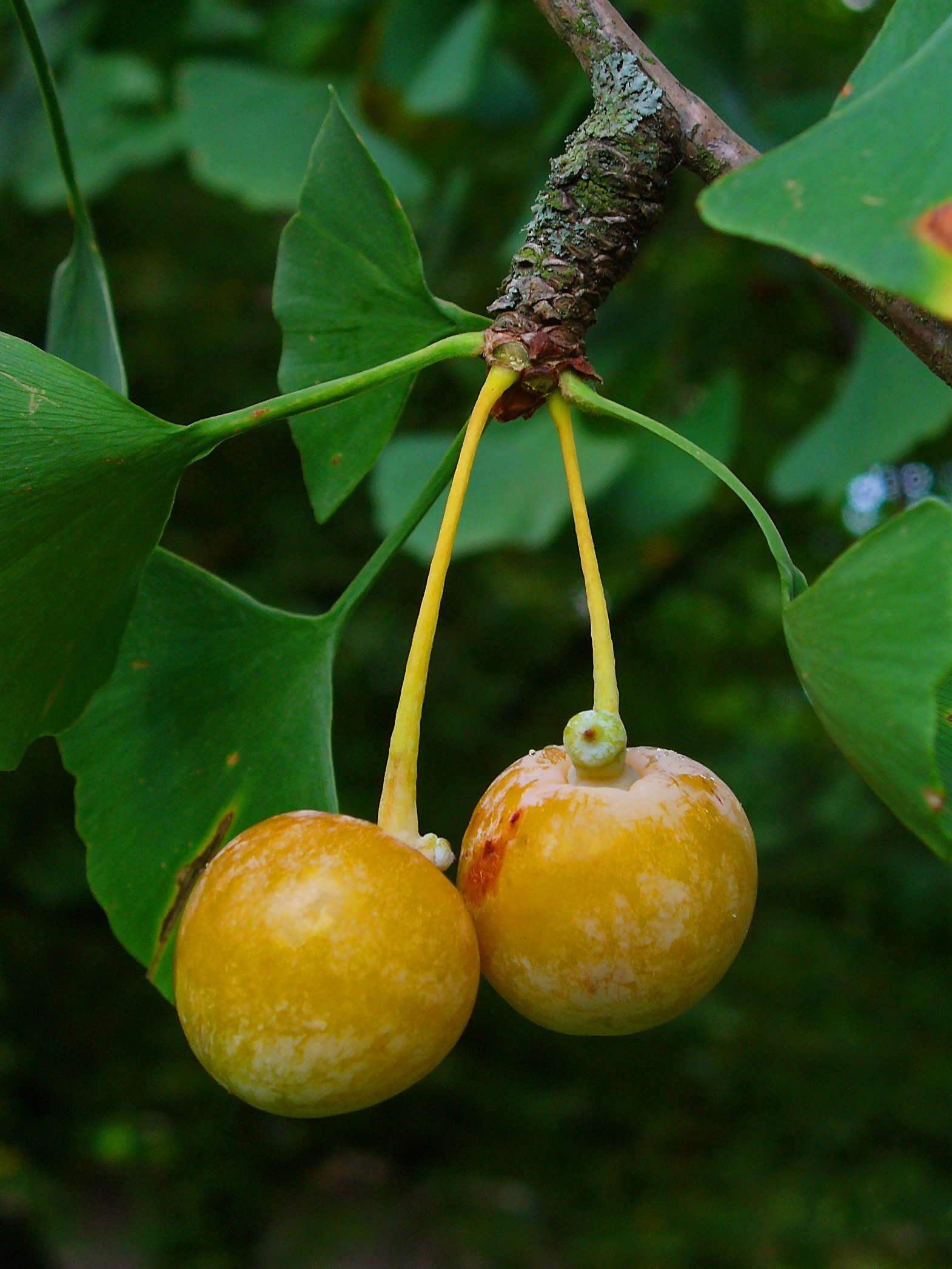
Paires d’ovules dont un avorté.

Le ginkgo est un arbre dioïque, c'est-à-dire que chaque arbre est soit mâle soit femelle. Les structures reproductives sont disposées en grappe à l’apex de courts rameaux quand les feuilles commencent à se développer. Sur les pieds mâles, les cônes polliniques sont pendants, pédonculés, en forme de chaton. Sur les arbres femelles, les appareils reproducteurs se réduisent à de gros ovules, nus (non enveloppés dans un ovaire), portés par un long pédoncule à ramification dichotomique. Chaque fourche discoïde à l’apex, porte un ovule dressé et sessile. En général, un seul ovule mûrit par pédoncule,.
La pollinisation a lieu en mars-avril et la maturité des ovules fécondés (« graines ») en septembre-octobre. 
Ginkgo biloba est rangé dans l'embranchement des Ginkgophytes ou des Préspermaphytes, proche de ceux des plantes à graines, avec le suffixe en -spermes. En effet, Ginkgo biloba ne possède pas de graines, mais les individus mâles portent des chatons de forme cylindrique, et les femelles des ovules (individus dioïques). Un ovule fécondé par le pollen d'un autre plant de ginkgo mâle, germera et donnera naissance à une jeune pousse, généralement située au pied du plant mère.
Les ovules de ginkgo sont souvent nommés, à tort, graine ou fruit. Les graines n'apparaissent qu'avec les gymnospermes (ou conifères) et les fruits uniquement chez les angiospermes (d'où l’étymologie de leur nom « graine-dans-un-récipient »). Toutefois, certains botanistes conviennent d’utiliser le terme de « graine » (seed) pour désigner tout ovule fécondé mature. Il s'agit plutôt de pré-graines
L'ovule de ginkgo doit germer très rapidement, il ne se conserve pas, à la différence d'une graine qui se conserve au sec et même sans air (oxygène défavorable), la vie du nouveau plant étant en repos.
L'ovule est couvert d'un tégument de couleur jaune-brun, charnu extérieurement et coriace intérieurement, il s'est chargé d'une grande quantité de réserves nutritives avant la fécondation. Cela fait qu'on confond souvent cet ovule avec un fruit, notamment avec une drupe. L'ovule mesure de 2 à 3 cm de diamètre. Avant l'automne, il est lisse et attirant visuellement ; la partie charnue du tégument contient de l'acide butanoïque (ou de l'acide butyrique). Ce dernier est à l'origine de l'odeur très désagréable de beurre rance ou de vomissure que dégage l'ovule à l'automne lorsqu'il commence à se rider.

## Reproduction

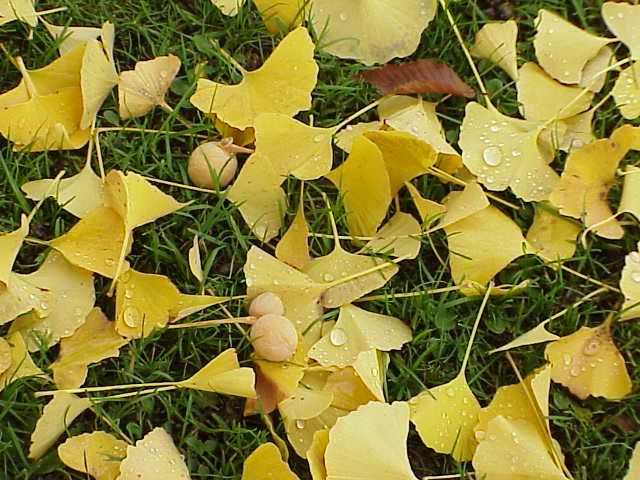
Ovules et feuilles en automne.

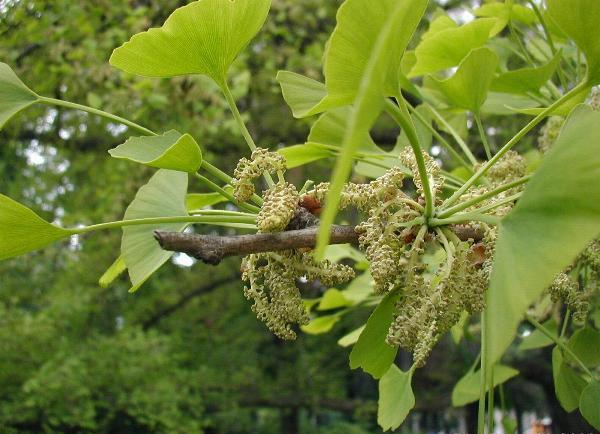
Cônes polliniques mâles.

Sa reproduction présente certaines caractéristiques communes avec la reproduction des fougères et d'autres communes avec celle des conifères et plantes à fleurs.
Les organes mâles sont des chatons cylindriques proches de ceux des conifères qui pendent à l'extrémités de courts rameaux. Les organes femelles, les ovules sont constitués d'un noyau, le nucelle, protégé par un tissu différencié protecteur, le tégument. Les inflorescences femelles sont constituées de simples pédoncules biovulés verts qui se développent à l'aisselle des feuilles.
Après avoir produit ses ovules, le ginkgo femelle peut recevoir du pollen transmis par le vent d'un ginkgo mâle produit en énorme quantité et pouvant être situé à une vingtaine de kilomètres. Arrivés sur les ovules qui exsudent des gouttelettes qui captent les grains de pollen. Ceux-ci germent alors et produisent une substance hormonale qui provoque l'accroissement de l'ovule et l'accumulation de réserves. Elle n'est pas encore suivie de fécondation. En fin d'été les ovules mûrissent, jaunissent et forment « un noyau » dans lequel s'est formé un prothalle femelle constitué de tissus chlorophyllien haploïde et d'amidon. Le prothalle mâle évolue lui aussi lentement. En automne, après la chute des feuilles, les ovules jaunes et ridés tombent et commencent à pourrir sur le sol. En début d'hiver le prothalle mâle produit des spermatozoïdes flagellés qui fécondent l'oosphère située dans l'archégone. Au printemps, l'embryon fécondé sort de l'ovule et s'implante dans le sol. Il n'y a donc pas eu de phase de repos et aucune dessiccation contrairement à toutes les espèces à graines.
La différence essentielle avec les conifères et plantes à fleurs se fait essentiellement au niveau de la production de l'ovule. Chez les conifères et plantes à fleurs, l'ovule est très petit et grossit une fois la plante fécondée en accumulant des réserves de nourriture pour la future graine. Chez le ginkgo, l'ovule est déjà plein de réserves nutritives même si celui-ci n'est pas fécondé, et dans ce cas, ils auront été produits « en pure perte » - à première vue. Ce qui semble être un gaspillage finit par profiter à la plante : toutes les plantes laissent une masse déchétuaire (racines, branches, fruit, pollen) qui font une litière. Cette dernière loge des organismes qui la décomposent et fabriquent l'humus, dans lequel les racines prélèvent leur alimentation : les éléments nutritifs sont remis dans le cycle alimentaire de l'arbre avec de surcroît la fabrication d'humus. Une autre caractéristique du ginkgo est que l'ovule une fois fécondé n'a pas le pouvoir d'hibernation d'une graine et doit germer sans attendre.
La seule autre plante à ovules est le cycas.
Le sexe d'un arbre est difficile à déterminer avant la production des organes de reproduction (ovules ou pollen). Un indice permet de le déterminer car les arbres mâles perdent leurs feuilles une quinzaine de jours avant les femelles et ils sont généralement de forme plus élancée. Dans la nature on peut compter en proportion trois femelles pour deux mâles. En effet, seules les femelles produisent des ovules. La plupart des ginkgos plantés en ville sont des mâles obtenus par greffage pour s'assurer qu'il n'y aura pas de production d'ovules nauséabonds.
La plante arrive à maturité sexuelle entre 20 et 30 ans et sa durée de vie peut excéder 3 000 ans.

## Aire de répartition

### Répartition de la paléoflore
Ginkgo biloba  appartient à un genre de plantes ne fleurissant pas, qui lui-même appartient à l’ordre des Ginkgoales, apparu au Permien, il y a 270 millions d’années et regroupant 6 familles et 19 genres. Des vestiges incontestables indiquent que le genre Ginkgo (G. digitata [Brongniart] Heer) est apparu au Jurassique précoce, il y a 200 millions d’années, ce qui en fait le plus ancien genre existant parmi les plantes à graines. Et dans ce genre, parmi la douzaine d’espèces qui lui ont été assignées, l’espèce fossile G. adiantoides (Unger) Heer est morphologiquement identique au Ginkgo biloba et pourrait lui être conspécifique. Ginkgo biloba peut donc être considéré une espèce relique de l’ère mésozoïque qui était autrefois répandue dans le monde entier. Mais lorsque les angiospermes ont augmenté rapidement à la fin du Crétacé, le ginkgo, comme les gymnospermes, a fortement diminué. Au Quaternaire, à la période glaciaire commencée il y a 2,5 millions d’années, Ginkgo biloba a frôlé l’extinction et n’a survécu que dans quelques sites au climat doux du Sud de la Chine.

### Répartition actuelle
Selon les botanistes chinois, Ginkgo biloba est maintenant une espèce rare à l'état sauvage en Chine, mais il est largement cultivé comme plante ornementale peut-être depuis plus de 3 000 ans en Chine et de 1000 ans au Japon. De petits peuplements sont parfois présents dans les forêts habituellement préservées à côté des temples bouddhistes et taoïstes.
Dispersé en Chine dans les forêts de feuillues et les vallées, il croît sur des lœss jaunes acides, bien drainés entre 300 à 1 100 m d'altitude. Il pourrait être originaire du nord-ouest du Zhejiang (Chine), dans les monts Tianmushan (à l’ouest de Hangzhou).
Le ginkgo est actuellement largement cultivé au-dessous de 2 000 m dans l'Anhui, le Fujian, le Gansu, le Guizhou, le Henan, le Hebei, le Hubei, le Jiangsu, le Jiangxi, le Shaanxi, le Shandong, le Shanxi, le Sichuan, le Yunnan,. En culture, il tolère une grande variété de climats saisonniers, allant du climat méditerranéen au climat tempéré froid avec des températures minimales pouvant atteindre −20 °C.
De Chine, il est arrivé au Japon et en Corée aux alentours du XIIe siècle. Sa culture ornementale s'est étendue au monde entier à partir du XIXe siècle.
L’espèce est sur la liste rouge des espèces menacées d’extinction, avec le statut de « en danger » selon l’Union internationale pour la conservation de la nature.

## Endosymbiose

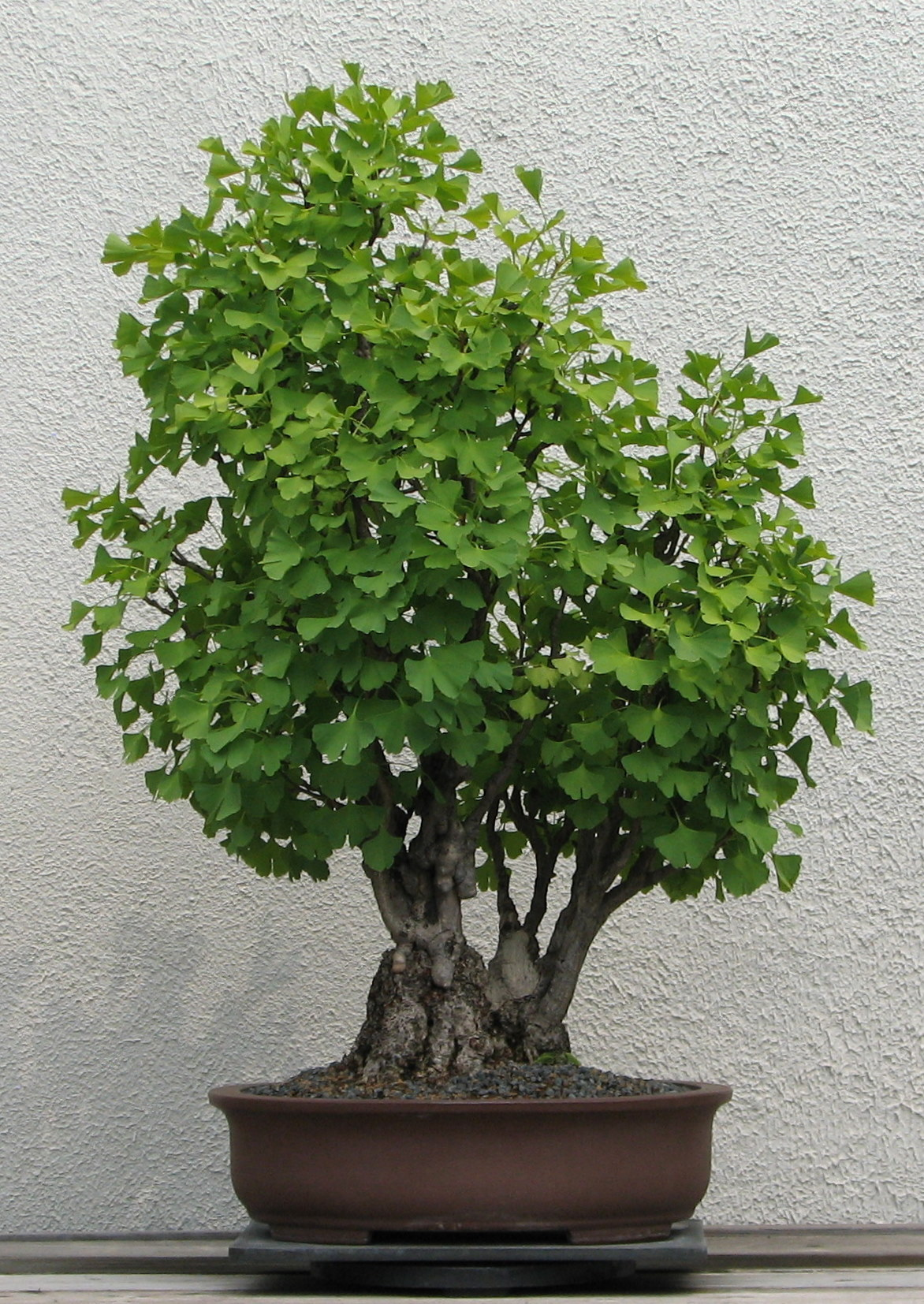
Ginkgo bonsaï.

Les cellules du ginkgo contiennent une algue endosymbiotique du genre Coccomyxa,. À ce jour, ce type de symbiose, entre une microalgue et une plante, est unique.

## Culture
Le ginkgo est peu exigeant en ce qui concerne la qualité du terrain. Il aime cependant les sols siliceux ou silico-argileux frais.
Les arbres sont faciles à obtenir par germination des ovules fécondés.

## Particularités
Un exemple extrême de sa résistance est le fait qu'il fut la première espèce d'arbre à repousser après l'explosion de la bombe atomique le 6 août 1945 à Hiroshima. Un Ginkgo biloba situé à moins d'un kilomètre de l'hypocentre a survécu, les études scientifiques réalisées par la suite ont prouvé sa résistance aux agents mutagènes.

## Analyses pharmacognosiques

### Composition chimique

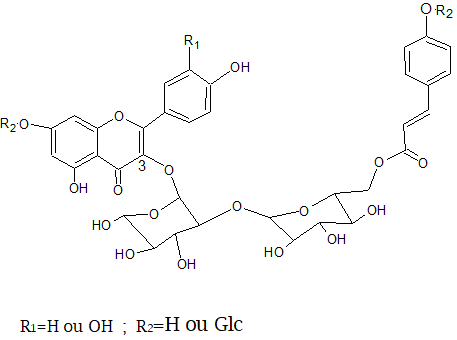
Hétérosides du Ginkgo:
O-glucorhamnosides en C-3 du quercétol et du kaempférol et leurs esters 4-coumariques en 6.

Parmi les nombreuses substances contenues dans la feuille de ginkgo (stérols, alcools, cétones aliphatiques, 2-hexénal, etc.) deux groupes de composés doués de propriétés pharmacologiques retiennent l’attention :
1. les flavonoïdes (de 0,5 à 1 %)
2. des terpènes – diterpènes (jusqu’à 0,5 %, teneur très variable selon les arbres, la saison etc.) et des sesquiterpènes (bilobalide, 0,4 %)[6],[31].

Les flavonoïdes sont représentés par une vingtaine d’hétérosides flavoniques, construits sur les trois génines suivantes : kaempférol, quercétol et isorhamnétol. Par exemple le quercétol est lié à un sucre pour former le quercétol-3-β-D-glucoside. D’une manière plus générale, les principaux hétérosides sont des o-glucorhamnosides en C-3 du quercétol et du kaempférol et leurs esters 4-coumariques en 6’’’.
Les bourgeons sont les organes les plus riches en flavonoïdes acylés. La feuille est aussi riche en flavan-3-ols, en proanthocyanidols et en biflavonoïdes. Le taux de ces biflavonoïdes est 3 à 4 fois plus important à l’automne qu’au printemps, époque à laquelle la teneur en monomère est plutôt plus forte. Ces biflavonoïdes sont absents des extraits standardisés (Pharmacopée européenne 10.5) utilisés en thérapeutique.
Les diterpènes des feuilles de ginkgo connus fin 2014, sont les ginkgolides A, B, C, J, M avec trois cycles lactoniques.
| Ginkgolide   | Structure générique | R1  | R2  | R3         | N° CAS     |
| ------------ | ------------------- | --- | --- | ---------- | ---------- |
| Ginkgolide A |                     | −H  | −OH | −H         | 15291-75-5 |
| Ginkgolide B | −H                  | −OH | −OH | 15291-77-7 |            |
| Ginkgolide C | −OH                 | −OH | −OH | 15291-76-6 |            |
| Ginkgolide J | −OH                 | −OH | −H  | 15291-79-9 |            |
| Ginkgolide M | −OH                 | −H  | −H  | 15291-78-8 |            |

En 1932, Furukawa isola les premiers terpènes du ginkgo. Ceux-ci comprennent des triterpènes, des caroténoïdes, des polyprenols, des mono- et sesquiterpènes et des terpènes trilactones. Ces derniers regroupent les ginkgolides et le bilobalide. Elias James Corey, prix Nobel de chimie, fit la synthèse du ginkgolide B.
À l’automne, les ovules fécondés tombés à terre dégagent une odeur très nauséabonde de vomi, due à des acides gras à chaîne moyenne (C4 à C8) comme l’acide butyrique.
La partie charnue des ovules contient des alcénylphénols oxydables en quinone susceptibles de s’additionner sur des protéines et de ce fait, d’induire des allergies cutanées. Les amandes centrales renferment de la 4’-O-méthyl-pyridoxine dite aussi ginkgotoxine (en), potentiellement toxique.
La plupart des recherches portant sur les effets du ginkgo sont faites avec un extrait standardisé de feuilles, nommé EGb 761, qui contient, en masse, 24 % d’hétérosides de flavoniques, 6 % de terpènes trilactones (TTL), et moins de 5 ppm d’acides ginkgoliques,,.
Les alkylphénol sont allergisants par contact, mais sont éliminés des extraits standardisés commerciaux. Durant le processus de fabrication de l'extrait de ginkgo certains composés sont enrichis (TTL, flavonoïdes) tandis que d’autres sont éliminés (alkylphénols, biflavones, acides ginkgoliques).
En France, la pharmacopée propose sur la base d'études de pharmacognosie, l’extrait standardisé de ginkgo pour diverses affections : déficit cognitif et neurosensoriel du sujet âgé à l’exclusion de la maladie d’Alzheimer, claudication intermittente, baisse d’acuité auditive, certains syndromes vertigineux et/ou acouphènes, phénomène de Raynaud (Bruneton).

### Pharmacologie
Les ginkgolides et principalement le ginkgolide B sont des « inhibiteurs du PAF », le facteur d'activation plaquettaire, médiateur phospholipidique intercellulaire sécrété par les plaquettes, les leucocytes, les polynucléaires, les monocytes, les macrophages et les cellules endothéliales vasculaires. Le PAF est impliqué dans l’agrégation plaquettaire, la thromboformation, les réactions inflammatoires, l’allergie et la bronchoconstriction.
La propriété anti-PAF des ginkgolides en liaison avec la capacité à piéger les radicaux libres des flavonoïdes sont invoquées pour expliquer de très nombreuses propriétés de l’extrait de ginkgo observées chez l’animal et détaillées dans plusieurs centaines de publications et ouvrages – plus d’une parution tous les deux jours pour les années 2006-2007.
L’extrait de ginkgo est présenté comme un vasorégulateur, un inhibiteur de la cyclooxygénase, un inhibiteur de l’agrégation plaquettaire et érythrocytaire. Les fractions terpéniques prolongent la survie des rats en hypoxie, elles protègent les neurones et les astrocytes des méfaits de l’ischémie transitoire, etc.

### Évaluation clinique
L‘évaluation clinique du Ginkgo biloba est réalisé avec des extraits de feuilles standardisés, comme le EGb 761, obtenu avec l’acétone aqueuse. Il renferme 24 % de flavonoïdes et 6 % de ginkgolides-bilobalide.
Insuffisance vasculaire cérébrale.
Un grand nombre d’essais ont évalué l’effet du ginkgo sur l’ensemble des symptômes qui sont attribués sans preuve à cette entité : difficulté de concentration, altération de la mémoire, confusion, troubles de l’humeur etc. En 1992, J. Kleijnen, P. Knipschild firent une synthèse des 40 essais cliniques publiés et jugèrent que 8 seulement étaient de bonne qualité. Sept essais trouvèrent un effet bénéfique de l’extrait de ginkgo avec une posologie de 120 mg d'extrait par jour, administrés pendant au moins 4 à 6 semaines.

En 2009, une étude a recensé 36 essais testant l’efficacité du Ginkgo biloba chez des patients souffrant de démence ou de déclin cognitif. Les données de 30 essais randomisés contrôlés ont été retenues pour l’étude. Les résultats des méta-analyses ne révèlent aucun effet de la dose, il semble n’y avoir aucune différence entre les doses élevées et les doses faibles. La méta-analyse montre les avantages de l'extrait de Ginkgo biloba EGb 761 dans les évaluations globales, les tests cognitifs et les activités de la vie quotidienne. Par contre, les preuves qu’il présente des avantages cliniquement significatifs pour les personnes atteintes de démence ou de troubles cognitifs sont incohérentes et peu fiables.
Démences séniles, maladie d'Alzheimer.
Les essais menés jusqu’en 2007 sont peu convaincants. L’efficacité de l’extrait de ginkgo à raison de 240 mg/j, s’il en a vraiment une, est au mieux très modeste et transitoire et sans doute inférieure à celle des anticholinestérases, elles-mêmes faibles.
Un essai clinique randomisé contrôlé mené auprès de 3 069 patients de plus de 72 ans a été mené entre 2000 et 2008. Le taux annuel des scores ne différaient pas entre les groupes G. biloba et placebo dans aucun domaine, y compris la mémoire, l’attention, etc. Selon les auteurs, par rapport au placebo, l'utilisation de G. biloba, 120 mg deux fois par jour, n'a pas entraîné de déclin cognitif moindre chez les personnes âgées ayant une cognition normale ou une déficience cognitive légère.
Une autre étude de prévention de la maladie d’Alzheimer a analysé l’effet du traitement par EGb 761 (240 mg/j versus placebo) sur le taux de conversion des plaintes de mémoire en maladie d’Alzheimer sur 2 854 patients. Au bout de cinq ans, il est observé que l'utilisation à long terme d'extrait standardisé de ginkgo dans cet essai n'a pas réduit le risque de progression vers la maladie d'Alzheimer par rapport au placebo.
Aucune étude n’a trouvé de différence significative entre l'effet de traitements d'extrait de G. biloba et un placebo,,,. De même, il n'y a pas d'effets démontrés sur les troubles cognitifs des sujets âgés. La revue Prescrire l'a par ailleurs inscrit en 2020 dans les médicaments à écarter.
Signalons cependant qu’une revue des études sur le même sujet, menée dans le Laboratoire d’analyse et évaluation de la médecine traditionnelle de Pékin, aboutit à une conclusion opposée aux études précédentes. Les auteurs considèrent que l'EGb peut être en mesure d'améliorer la fonction cognitive chez les patients souffrant de démence légère pendant l'administration (de plus de 24 semaines) et une posologie appropriée (de 240 mg par jour). Une autre synthèse chinoise publié en 2022 le confirme.
Dans une étude de cohorte rétrospective, l'incidence de la démence toutes causes confondues a été réduite chez les patients ambulatoires atteints de troubles cognitifs légers qui ont reçu au moins 3 prescriptions d'extrait de Ginkgo Biloba et a encore diminué d'avantage lorsque l'extrait de Ginkgo Biloba a été prescrit plus de trois et plus de quatre fois.
Autres affections
Les effets du ginkgo sur l’organisme sont nombreux, mais certaines croyances concernant ses vertus thérapeutiques demeurent à ce jour infondées. Parmi les effets observés, notons une activité antioxydante, une augmentation du débit sanguin notamment cérébral, une potentialisation des neurotransmetteurs et une modulation du métabolisme du glucose.
Utilisé dans le traitement de l'artériopathie oblitérante des membres inférieurs, son efficacité, dans cette indication, n'est pas prouvée. Il n'est, de même, pas efficace dans le traitement de l'hypertension artérielle.
L'extrait de G. biloba est un antiagrégant plaquettaire et pourrait être la cause de certains cas d'accidents vasculaires de type hémorragiques,,,. Il est d'ailleurs étudié pour le traitement de l'accident vasculaire cérébral.
L'extrait de feuille de Ginkgo biloba peut réduire les marqueurs inflammatoires comme la protéine C-réactive, l'interleukin-6, et le TNF-α.

## Toxicité
L'extrait de ginkgo est classé comme pouvant être cancérogène par l'OMS.
La « noix » de G. biloba contient quelques substances actives pouvant s'avérer toxiques. À l’état crue, elle contient une quantité significative d’antivitamine B6, la ginkgotoxine ou 4-O-méthylpyridoxine (de 0,173 à 0,4 mg/g de graine). Une surconsommation de graines, particulièrement par les enfants, peut provoquer des convulsions ou même la mort. Les feuilles peuvent aussi en contenir, mais en concentrations jugées négligeables,.
Pour les extraits standardisés de ginkgo, Jean Bruneton (2009) indique que « chez l’animal, le Ginkgo et ses extraits sont dénués de toxicité, aiguë ou chronique. Il n’a été noté ni effet toxique sur l’embryon, ni effet mutagène, ni cancérogénicité. Chez l’humain, aucun effet indésirable sévère n’a été noté au cours de nombreux essais cliniques réalisés avec l’extrait standardisé par voie orale. On a noté la possibilité de nausées, de troubles gastro-intestinaux, de céphalées, mais avec une très faible fréquence ».
Si une étude de 2006 avait conclu qu'un extrait de feuilles de ginkgo pouvait réduire l'invasivité de certains cancers (chez la souris, en laboratoire), en 2013, une autre étude, américaine du National Toxicology Programme (NTP, programme d'évaluation toxicologique du Département de la Santé et des Services sociaux des États-Unis) a conclu, sur la base d'expériences faites sur des rats de laboratoire développant facilement des cancers, que pris en complément alimentaire, Ginkgo biloba pourrait aussi augmenter le risque de contracter un cancer du foie et un cancer de la thyroïde,.
Les producteurs via l’American Botanical Council (ABC), syndicat qui réunit les producteurs de compléments alimentaires végétaux, estiment que l'étude est biaisée par l'utilisation d'extraits de Ginkgo biloba chinois (moins bien purifiés selon ce syndicat que ceux issus d’autres pays) et surtout que les doses ingérées par ces rats (jusqu'à 2 000 mg/kg de poids corporel) étaient 55 à 108 fois plus élevée que celle normalement ingérée par un consommateur normal de ce type de complément alimentaire.
Michael Jacobson, directeur exécutif de l'association de consommateurs Center for Science in the Public Interest (CSPI), estime par ailleurs que les preuves des allégations « de bénéfices pour l'énergie et la concentration ou la mémoire sont, au mieux, assez douteuses »
Vendu comme médicament (sous le nom de Tanakan® ou autre, pour les troubles cognitifs chez les personnes âgés), ce produit a été ajouté (avec 11 autres) en 2020 à la liste noire des médicaments aux effets indésirables disproportionnés par rapport à leur faible efficacité ou à la bénignité de la situation clinique dans laquelle ils sont autorisés (liste publiée annuellement par la revue médicale Prescrire). Il « expose les patients à des hémorragies, des troubles digestifs ou cutanés, des convulsions, des réactions d'hypersensibilité, et peut-être des troubles du rythme cardiaque. »

## Utilisations

### Médecine traditionnelle chinoise
Dans les anciens textes médicaux chinois, Ginkgo biloba médicinal est connu sous de multiples appellations: 白果 báiguǒ (étym. fruit blanc), 灵眼 língyǎn, 佛指甲 fú zhǐjiǎ, 佛指柑 fú zhǐ gān, 鸭脚子 yā jiǎo zi mais jamais sous la forme normalisée actuelle de 银杏 yínxìng. Selon le médecin naturaliste du XVIe siècle, Li Shizhen, sa dénomination en yinxing 银杏 (étymologiquement « abricot argenté »), est apparue sous la dynastie Song (960-1279), parce qu’« il ressemble à un petit abricot dont le noyau est blanc »,.
Aucune pharmacopée antérieures à la fin du XIIIe siècle ne mentionne ces termes. Notamment, le « Classique de la matière médicale du Laboureur Céleste », Shennong bencao jing (Ier – IIe siècles), l’ouvrage de référence de la pharmacopée chinoise, ne possède aucune occurrence de terme désignant le ginkgo. Ni non plus du Zheng lei Bencao 証類本草 (publié en 1108), apprécié comme une synthèse exhaustive des connaissances des matières médicales antérieures.
Les premières mentions se rencontrent dans un ouvrage de la fin la dynastie des Song (en 1279) début des Yuan : « Le livre de conseils pour la prolongation de la vie des Trois Yuan » Sān yuán yánshòu cānzàn shū 三元延寿参赞书 et dans quelques autres textes. La réputation toujours vivante que les amandes de ginkgo permettent de mieux tenir l’alcool, provient du San yuan yanshou shu : 生食解酒 « manger cru, [est bon] pour la gueule de bois ».

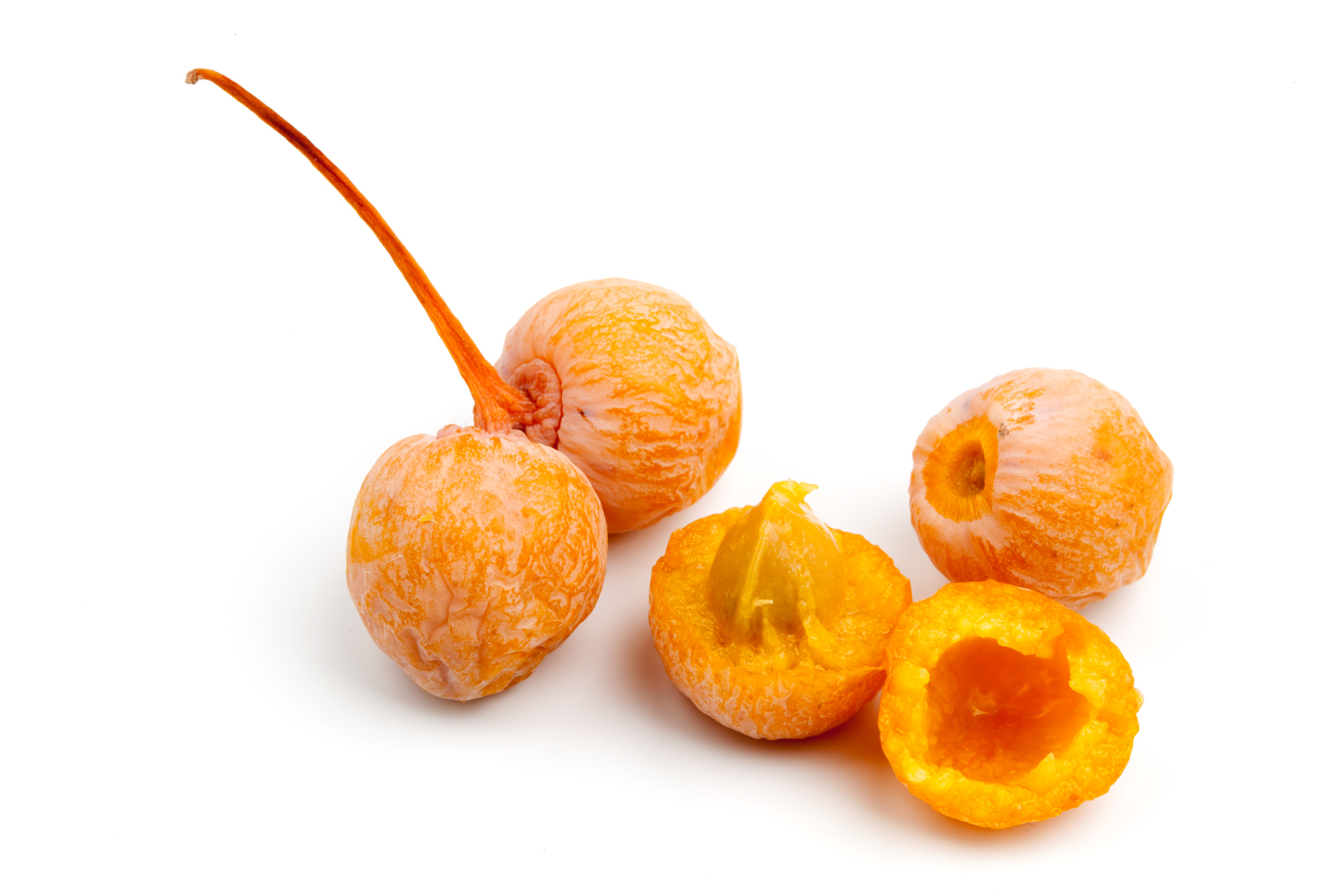
Ovule mature (« fruit »), couvert d’un sarcotesta charnu.

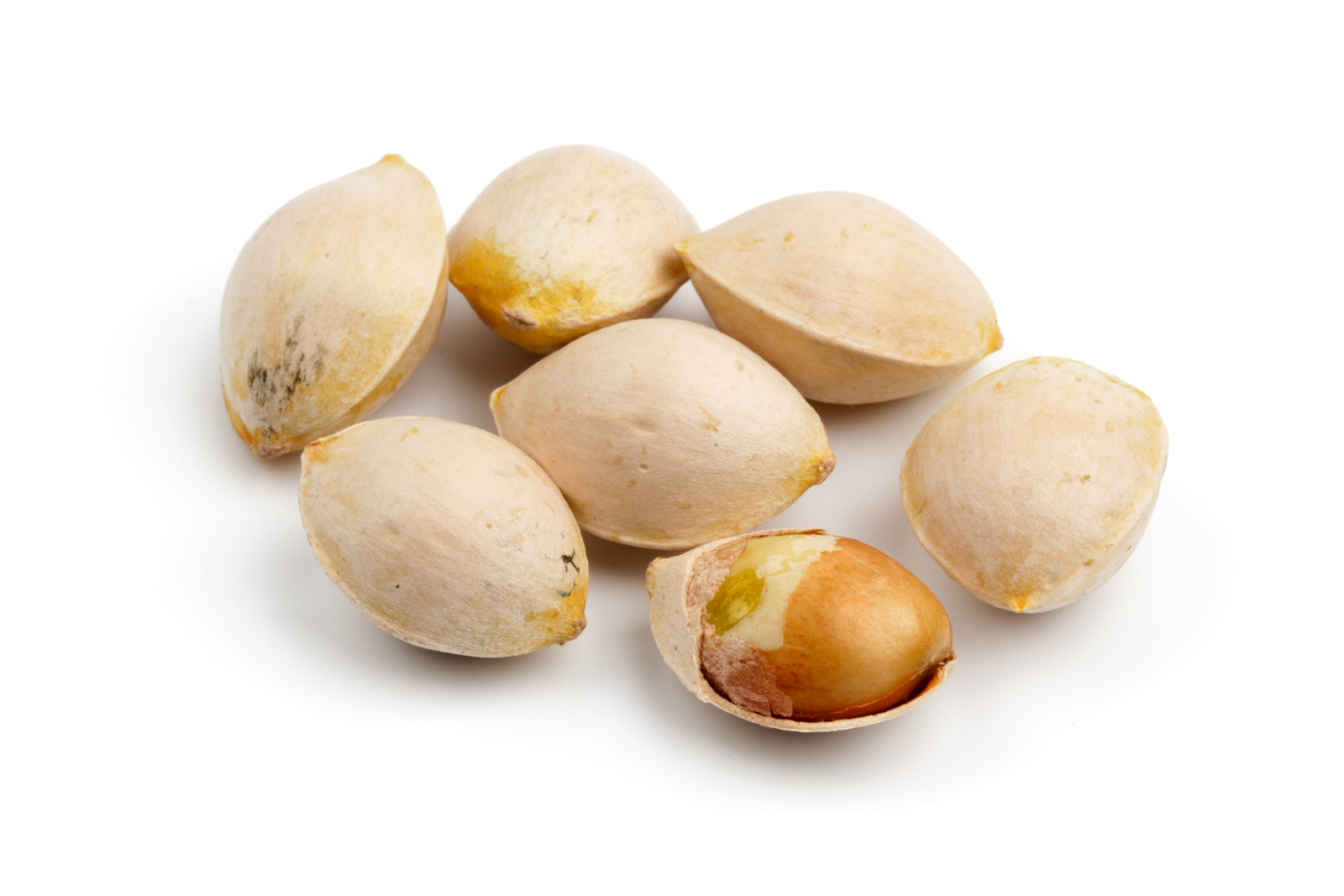
« Noyaux » (ou « noix ») de ginkgo et une « amande » apparente.

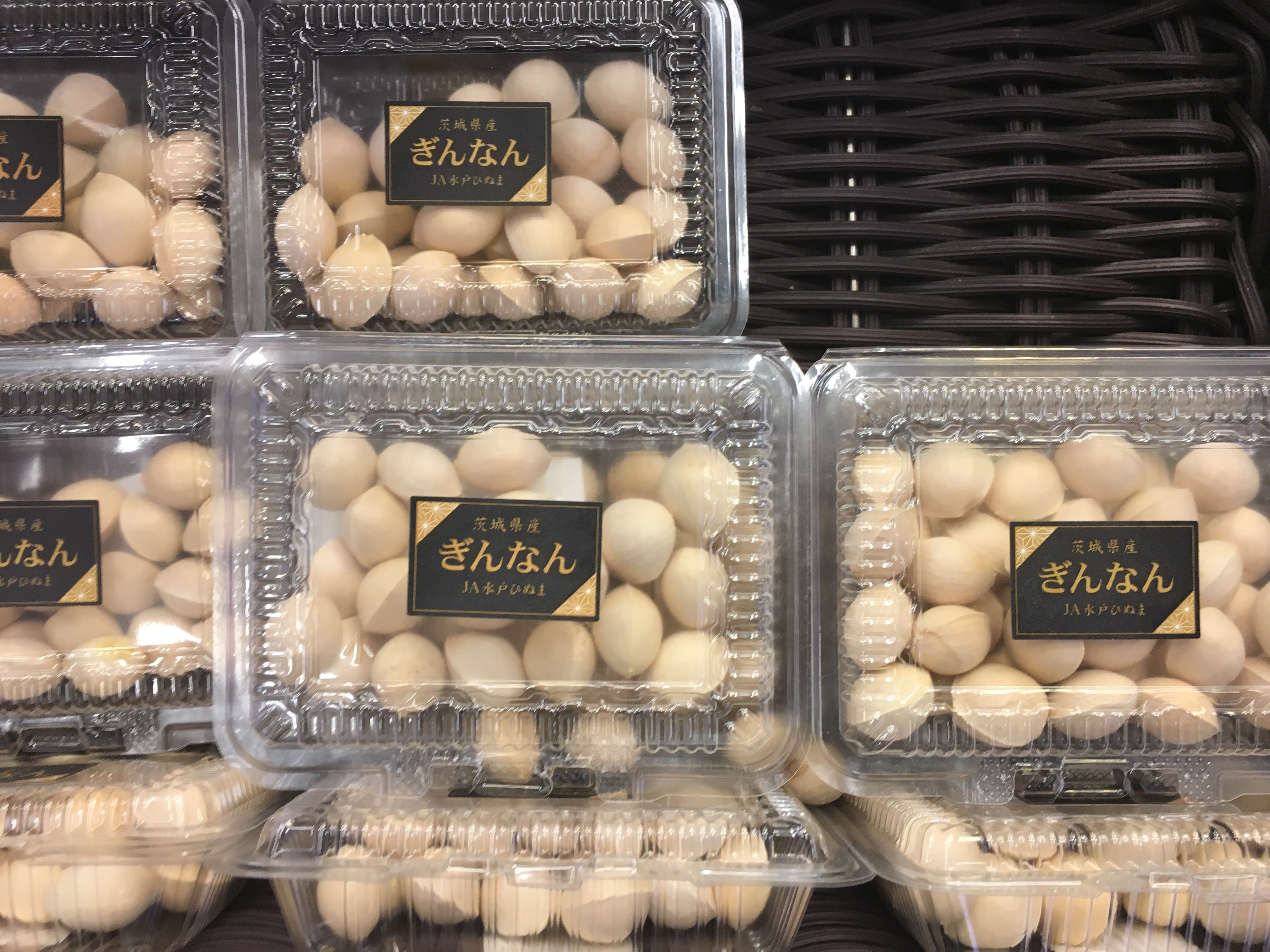
Noix de ginkgo (Tokyo).

Mais la référence majeure est le fameux « Compendium de matière médicale » Bencao gangmu 本草纲目, de Li Shizhen, publié en 1596, qui rassemble une compilation de 1 892 substances médicinales. Li Shizhen donne un traitement attentif au ginkgo médicinal (baiguo) et précise qu’il est le premier médecin à le faire. La seule partie de l’arbre qu’il utilise est l’intérieur de l’ovule (prothalle ou gamétophyte femelle) mais il ne s’intéresse pas aux feuilles, qui de nos jours sont devenues pourtant la seule partie de l'espèce utilisée en Occident. Sur la base d’une analogie de forme avec l’abricot (ou de la prune mirabelle), l’ovule de gingko comporte une pulpe externe, enveloppant un « noyau » contenant une « amande ». Ces termes sont précisément définis en botanique pour les plantes à fleurs (Magnoliidae) mais par commodité nous les emploierons dans le sens de la langue commune pour Ginkgo biloba (comme le font les Chinois) bien qu’il n’appartienne pas au clade des Magnoliidées.
Dans la notice sur Ginkgo biloba (yinxing 銀杏), Li Shizhen indique que le fruit était bien connu sous la dynastie Song mais qu’il n’était pas utilisé en phytothérapie. Contrairement à son habitude, il ne peut pas compiler des citations d’autres bencao ou de savants célèbres. Dans la rubrique, « explications, éclairage » (faming), il indique « son qi est mince, son goût fort, sa nature astringente, sa catégorie est le métal. Par conséquent 故, il peut ouvrir les canaux (méridiens) des poumons (ru feijing 入肺经), restaurer le qi pulmonaire (yi feiqi 益肺气), en finir avec la toux et les difficultés de respiration (ding chuansou 定喘嗽) et l'incontinence urinaire (suo xiaobian 縮小便. ». Cette inférence, ce « par conséquent » (gu 故), permet de comprendre sa démarche. Comme le fait remarquer Hung, l'efficacité de la drogue n'est pas donnée sur la base de son expérience de praticien mais pour des raisons théoriques. Le « Classique interne de l'empereur Jaune » (Huangdi neijing 黄帝内经), la source doctrinale fondamentale de la médecine chinoise, donne quelques grands principes comme celui de la correspondance entre les organes du corps et divers éléments de l’univers : « l’homme est en union avec la voie céleste ; à l’intérieur du corps, il y a cinq viscères en correspondance avec les cinq sons, les cinq couleurs, les cinq époques, les cinq saveurs, les cinq positions » (Huangdi neijing Lingshu chap. 11). Le tableau étendu des correspondances des Cinq Phases établit la correspondance Métal↔ blanc↔ froid ↔ poumons, etc. Les noix de ginkgo étant blanches, donc de la catégorie métal, sont ainsi en résonance avec les poumons. Elles sont donc vouées à agir sur les poumons.
Pour Li Shizhen, les amandes grillées de ginkgo sont bonnes pour les problèmes pulmonaires, urinaires, pour les décharges vaginales rouges et blanches, les caries, les pieds et mains gercés etc..
De plus les poumons étant supposés contrôler le niveau d’eau du corps, si les noix de ginkgo sont capables d’apaiser des poumons rétifs, ceux-ci pourront alors contrôler correctement le niveau d'eau du corps. C’est pourquoi Li Shizhen propose d’utiliser les ovules de ginkgo pour traiter l’incontinence urinaire.
Les raisonnements de Li Shizhen sur l’utilisation des ginkgos dans la materia medica chinoise devinrent célèbres et influencèrent la pratique médicale. Dans les décennies qui suivirent la publication du Bencao gangmu, beaucoup de Chinois éduqués, en vinrent à considérer que le rôtissage des amandes de ginkgo était une méthode trop violente de cuisson et préféraient les ébouillanter. Huang Yunhu 黄雲鵠 proposa de faire des gruaux de ginkgo capables de « nourrir la vie » (yangsheng zhou  养生粥), c’est-à-dire nourrir le qi, chauffer les poumons, calmer la respiration et guérir des maux résultants d’une déplétion de vitalité.
Au milieu du XIXe siècle, le Bencao qiuyuan 本草求原 de Zhao Qiguang 趙其光 considère que les amandes de ginkgo peuvent traiter le roudai weiyao (肉帶圍腰) (probablement dû à un virus varicelle-zona). À l’époque, cette maladie était considérée comme étant due à un excès d’activité sexuelle. Dans la médecine traditionnelle chinoise, l’excès d’activité sexuelle épuisait la vitalité, ce qui vidait le corps et invitait des « envahisseurs diaboliques » à y pénétrer pour apporter des maladies. Les amandes de ginkgo permettaient de nourrir le qi et de guérir les maladies résultant d’une déplétion de vitalité.
L’ouvrage de 2003 de l’université de Médecine traditionnelle chinoise de Nankin et Shanghai, intitulé « La pharmacopée chinoise », parfaitement fidèle à Li Shizhen, donne deux fonctions au baiguo (Semen Ginkginis) : « 1) fortifie le poumon, calme l’asthme 2) action astringente », pour deux indications : « 1) toux persistante et asthme 2) leucorrhée, miction urinaire fréquente ».
L’encyclopédie médicale en ligne A ::医学百科 reprend toutes ces données historiques et les associent aux analyses biochimiques modernes sans aucune précaution critique.

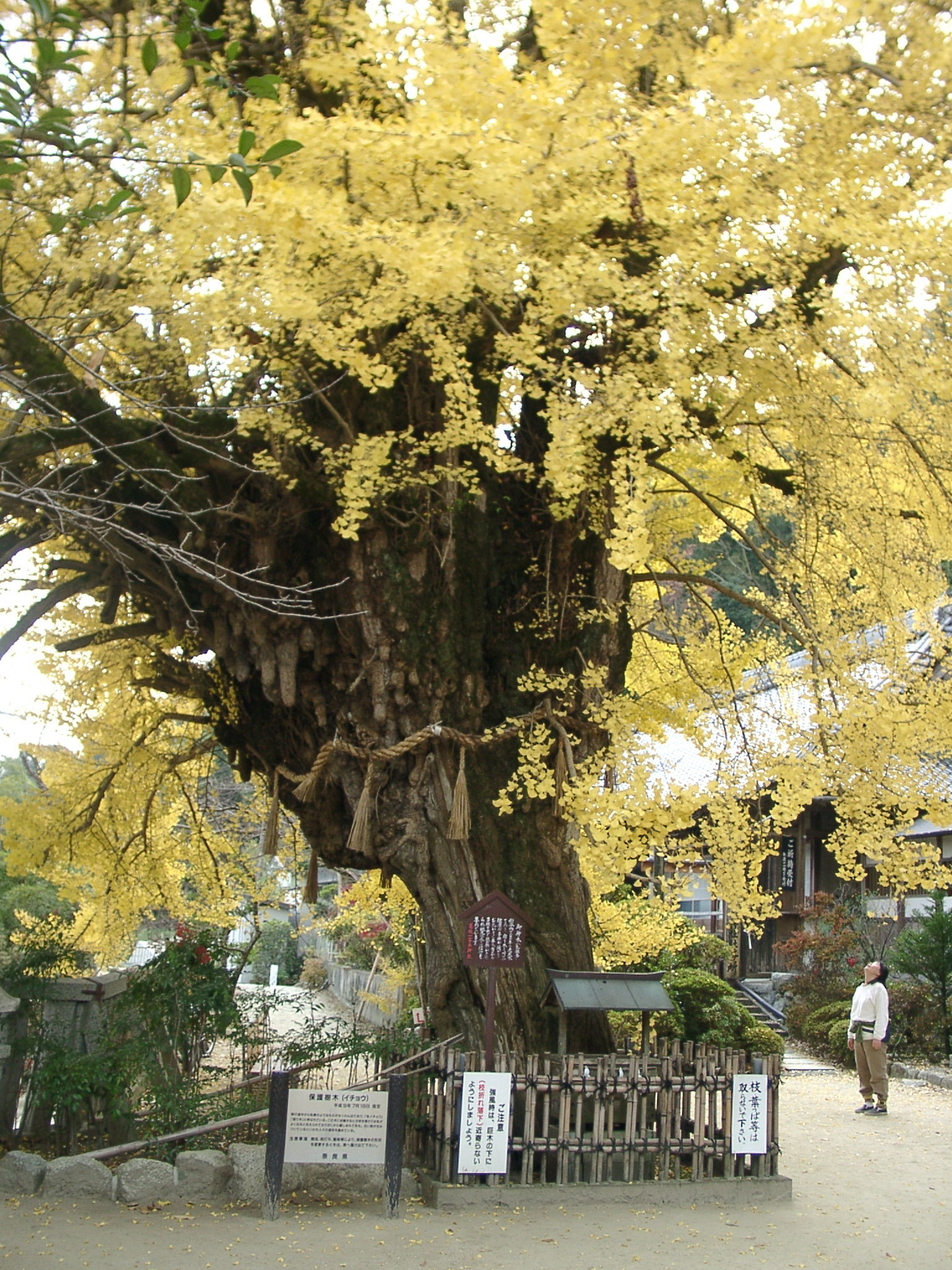
Ginkgo de 1200 ans dans un sanctuaire du mont Katsuragi, réputé favorable à la fertilité et l'allaitement féminins.

La connaissance du Bencao gangmu se répandit au Japon grâce à des ouvrages comme celui de Okamoto Ippo, « Une interprétation japonaise du Bencao gangmu » Wago honzō kōmoku  和语本草纲目de 1698. Mais de manière surprenante, les médecins japonais de l’époque d'Edo ne reprennent pas l’association du ginkgo avec les poumons mais défendent l’idée qu’il est très efficace pour faciliter la digestion. Aux yeux des médecins, la noix de ginkgo semble stimuler la production de salive (le lubrifiant capable d’hydrater et nourrir le corps) et donc de profiter à la digestion. En fait, à cette époque les ovules du ginkgo étaient plus appréciés en cuisine qu’en médecine. Selon la tradition, ils étaient associés à la maternité. Les arbres avait aussi la mauvaise réputation d’entrainer la malchance voire la mort. La nuit, les fantômes et esprits malfaisants qu’ils hébergeaient s’en prenaient aux passants.
En Europe, l’introduction sur le marché pharmaceutique du ginkgo se fit d’abord en Allemagne fédérale dans les années 1960. Les extraits de Ginkgo biloba (GBE) revendiquaient une efficacité dans le traitement des maladies artérielles et des syndromes cérébraux des personnes âgées. La revue médicale The Lancet indiqua qu’en 1988, les médecins allemands prescrivirent 5,24 millions de fois des GBE. Le succès du remède gagna les États-Unis puis le reste de l’Europe.

### Alimentation

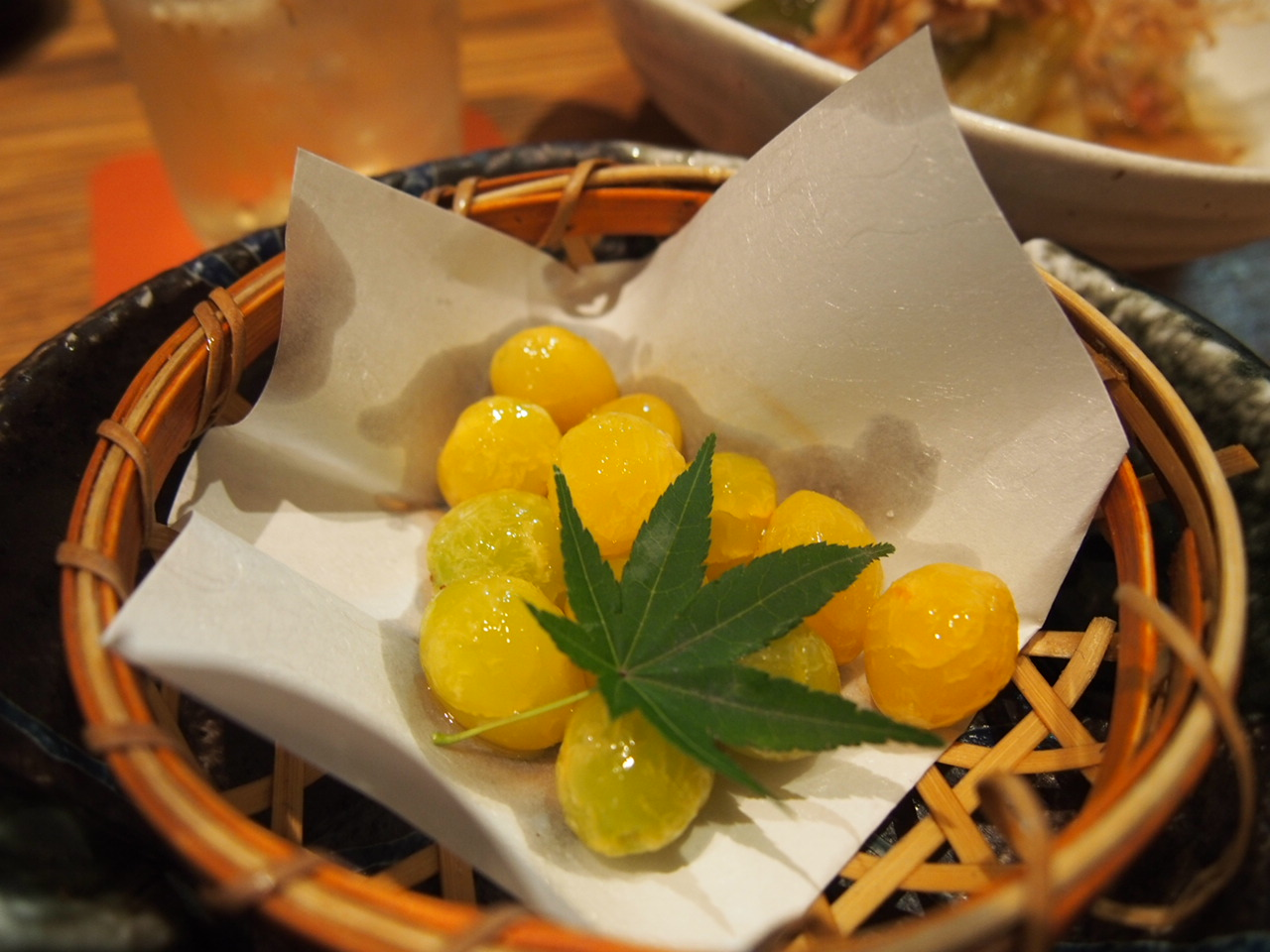
Noix de ginkgo.

En Chine, les noix de ginkgo ont été consommées dès l’époque la dynastie Han (de -206 à +220). Sous la dynastie Song (960-1279), elles furent considérées comme un article du tribut offert à l’empereur.
Les noix de ginkgo, comparables aux pistaches, sont une nourriture traditionnelle en Chine, souvent servie aux mariages ; elles sont parfois aussi considérées comme aphrodisiaques. Crues elles sont toxiques, voire mortelles.
La « graine » de ginkgo entre dans la composition du chawanmushi japonais.

### Ornement
On trouve Ginkgo biloba aujourd'hui dans de nombreuses rues et parcs des grandes villes en raison de sa résistance à la pollution et du caractère ornemental de ses feuilles. Au Japon, il est souvent planté dans l’enceinte des temples et des sanctuaires où les vieux spécimens pouvaient faire l’objet d’un culte de la fertilité. L'arbre est largement cultivé en Chine, au Japon, en Corée, en Europe et aux États-Unis et autres pays.
À cause de l'odeur désagréable de beurre rance des fruits (la paroi externe des ovules se décompose en dégageant de l'acide butyrique), les ginkgos plantés en ville sont habituellement des arbres mâles. Un Ginkgo biloba femelle d'origine japonaise a ainsi été planté dans le centre-ville de Toulouse, avant d'être enlevé.
Il est aussi cultivé sous forme de bonsaï.

### Symbole

Symbole officiel de Tokyo.

La feuille de ginkgo est le symbole de la ville de Tokyo au Japon. Adopté en juin 1989, le symbole officiel de Tokyo est une feuille de Ginkgo biloba verte stylisée, en forme de T pour Tokyo. Elle est un signe de croissance, prospérité, charme et tranquillité. L'arbre est fréquemment cité dans les romans japonais de l'époque Meiji et contemporains (moins que les cerisiers en fleurs et les érables de l'automne, cependant).
Ginkgo biloba est également l'arbre fétiche de la ville de Weimar (Allemagne) dans laquelle Goethe résida.
| « Dieses Baums Blatt, der von Osten Meinem Garten anvertraut, Giebt geheimen Sinn zu kosten, Wie's den Wissenden erbaut, Ist es Ein lebendig Wesen, Das sich in sich selbst getrennt? Sind es zwei, die sich erlesen, Daß man sie als Eines kennt? Solche Frage zu erwiedern, Fand ich wohl den rechten Sinn, Fühlst du nicht an meinen Liedern, Daß ich Eins und doppelt bin? » | Traduction « La feuille de cet arbre, qui, de l’Orient, Est confiée à mon jardin, Offre un sens caché Qui charme l’initié. Est-ce un être vivant, Qui s’est scindé en lui-même, Sont-ils deux qui se choisissent, Si bien qu’on les prend pour un seul ? Pour répondre à ces questions, Je crois avoir la vraie manière : Ne sens-tu pas, à mes chants, Que je suis à la fois un et double ? » — Johann Wolfgang von Goethe Le Divan oriental-occidental, ginkgo biloba, (traduction de Henri Lichtenberger) |

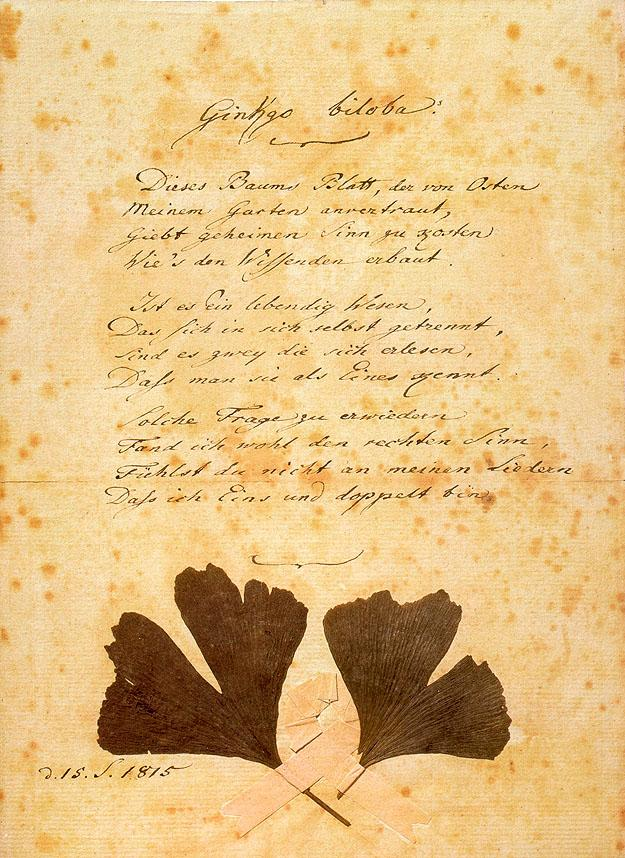
Manuscrit original du poème de Goethe.

On peut voir la lettre de Goethe avec son poème (daté de 1815) et les deux feuilles collées en herbier au Goethe-Museum de Düsseldorf. Toujours à Weimar, le ginkgo et plus particulièrement sa feuille bilobée est symbole d'amour et de nombreux bijoux, que les amoureux s'offrent, reproduisent cette dernière.
Puis, ce sont les artistes Art nouveau et plus généralement les artistes de la fin du XIXe siècle qui, sous l'influence du japonisme, s’intéressèrent au ginkgo biloba en l'intégrant dans plusieurs de leurs créations

## Légendes

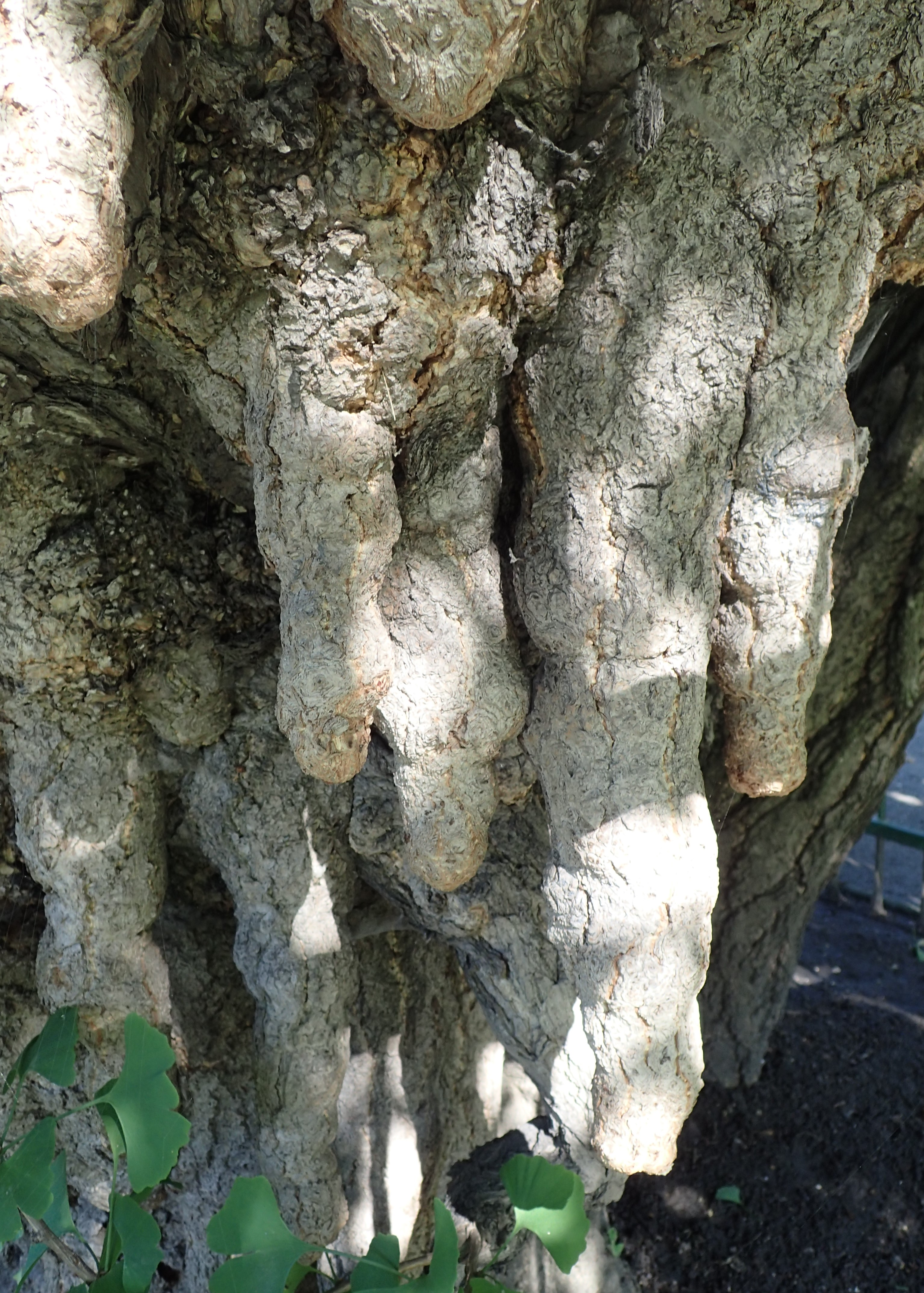
« Tétines de ginkgo » sur un ginkgo de Cracovie.

Au Japon, le lien entre le ginkgo et la vitalité de l’estomac a peut-être amené les Japonais à penser le ginkgo comme un symbole de maternité. Dans un ouvrage, Takaichi Shiyu (高市志友) a présenté une cérémonie centrée sur le ginkgo et les femmes, dans le village de Awa. Les villageois adorent les vieux ginkgos comme le Dieu des naissances. Après une naissance, les femmes viennent prier devant les ginkgos, parce qu'ils sont réputés accorder suffisamment de lait maternel pour nourrir leur bébé.
En vieillissant, le tronc du ginkgo se couvre parfois d'excroissances pendantes comme les tétines d’une vache, que les Japonais appellent ichō no chichi (イチョウの乳) signifiant « tétines de ginkgo ». Les nourrices coupent ces loupes du ginkgo comme porte-bonheur, pour avoir du lait.
Dans ce pays, le ginkgo est aussi connu sous le nom de l'« arbre du grand-père et du petit-fils ». Du temps de Li Shizhen (XVIe siècle), un agriculteur du nom de Zhou Wenhua (周文化), surnomma le ginkgo gongsun shu (公孙树) « arbre du grand-père et du petit-fils » parce que quand quelqu’un plante un ginkgo, seulement son petit-fils pourra récolter les fruits.

## Galerie de photos

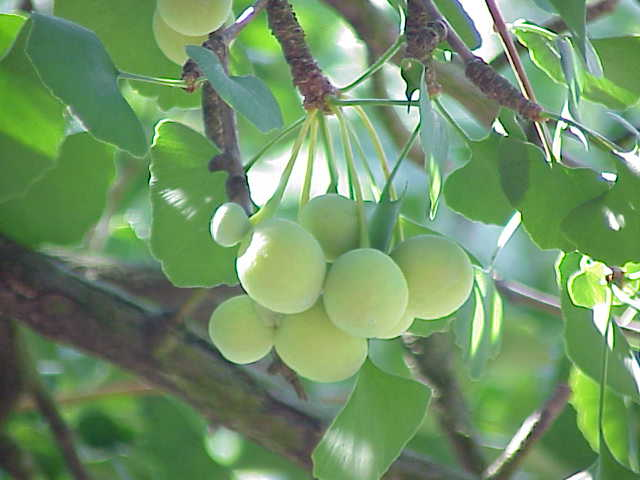
Des ovules de ginkgo.
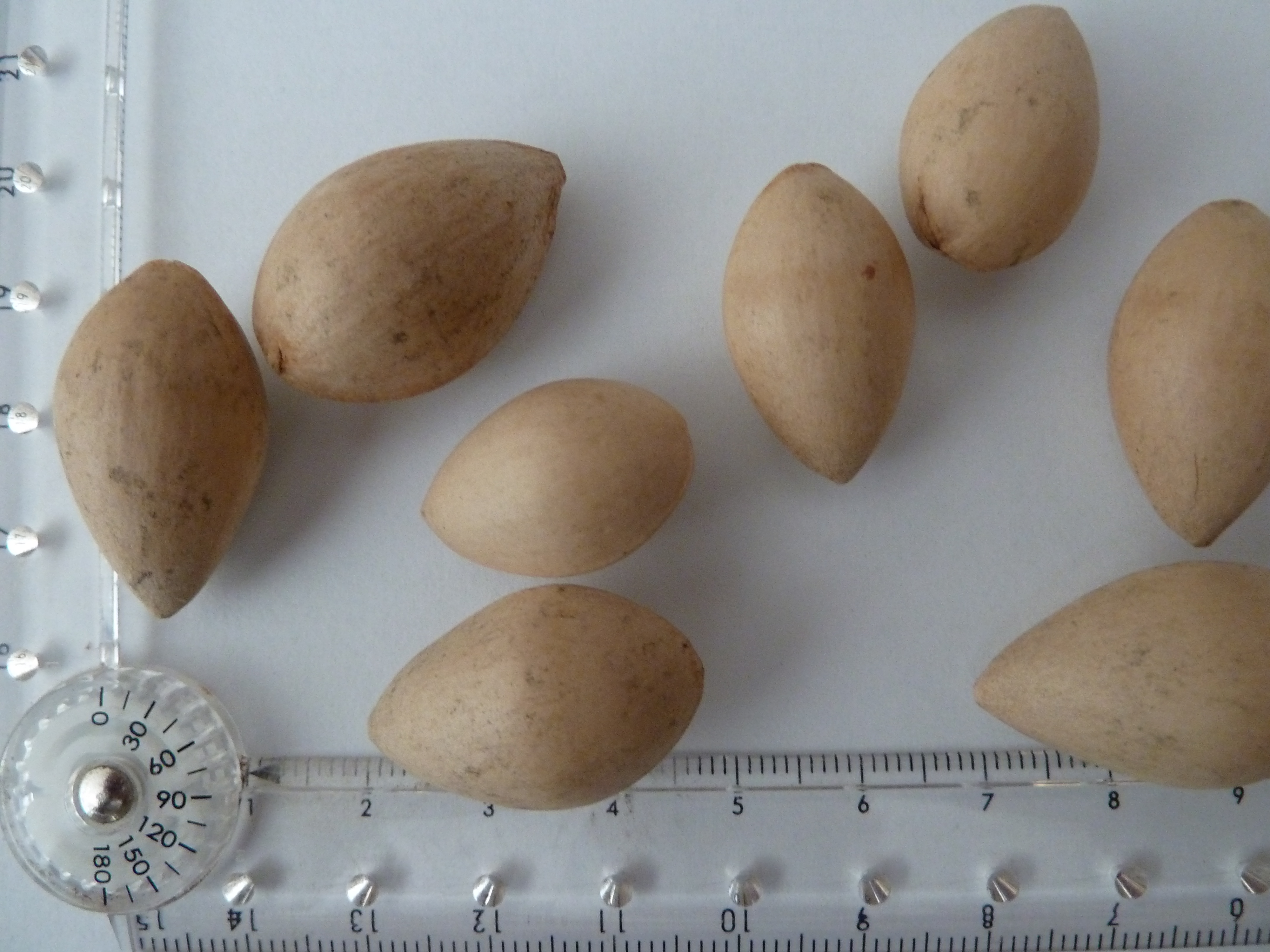
Ovules de Ginkgo biloba, décortiqués, prêts à germer.
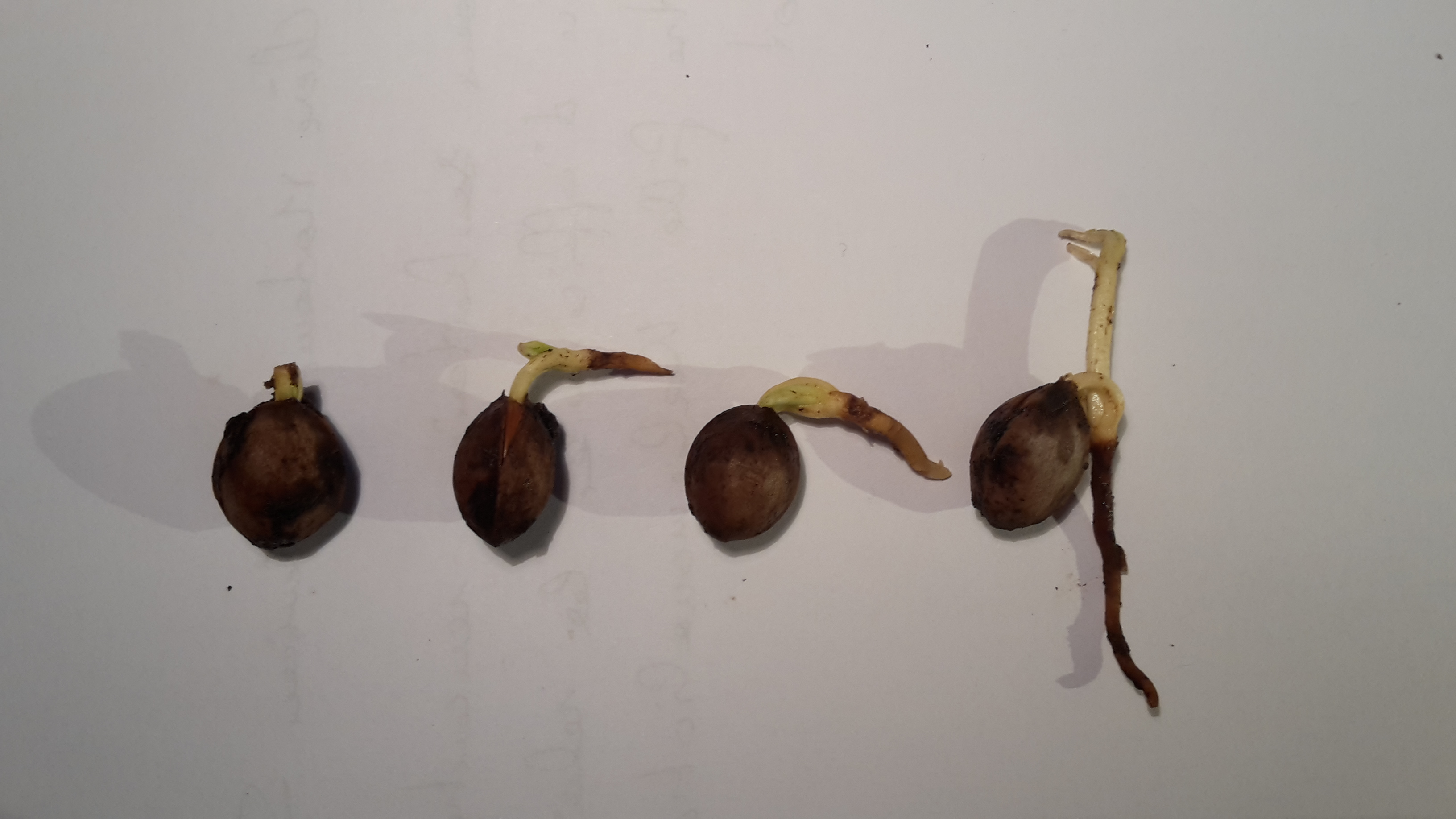
Stades de germination d'un ovule de ginkgo fécondé.
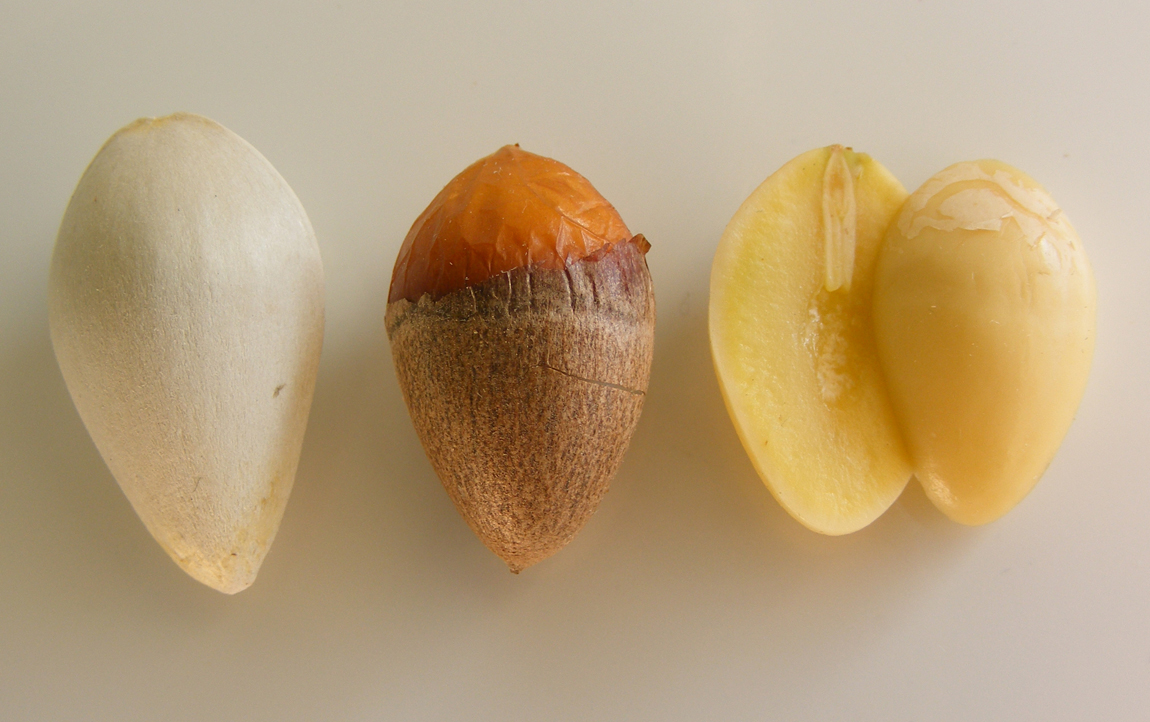
Une germination disséquée.
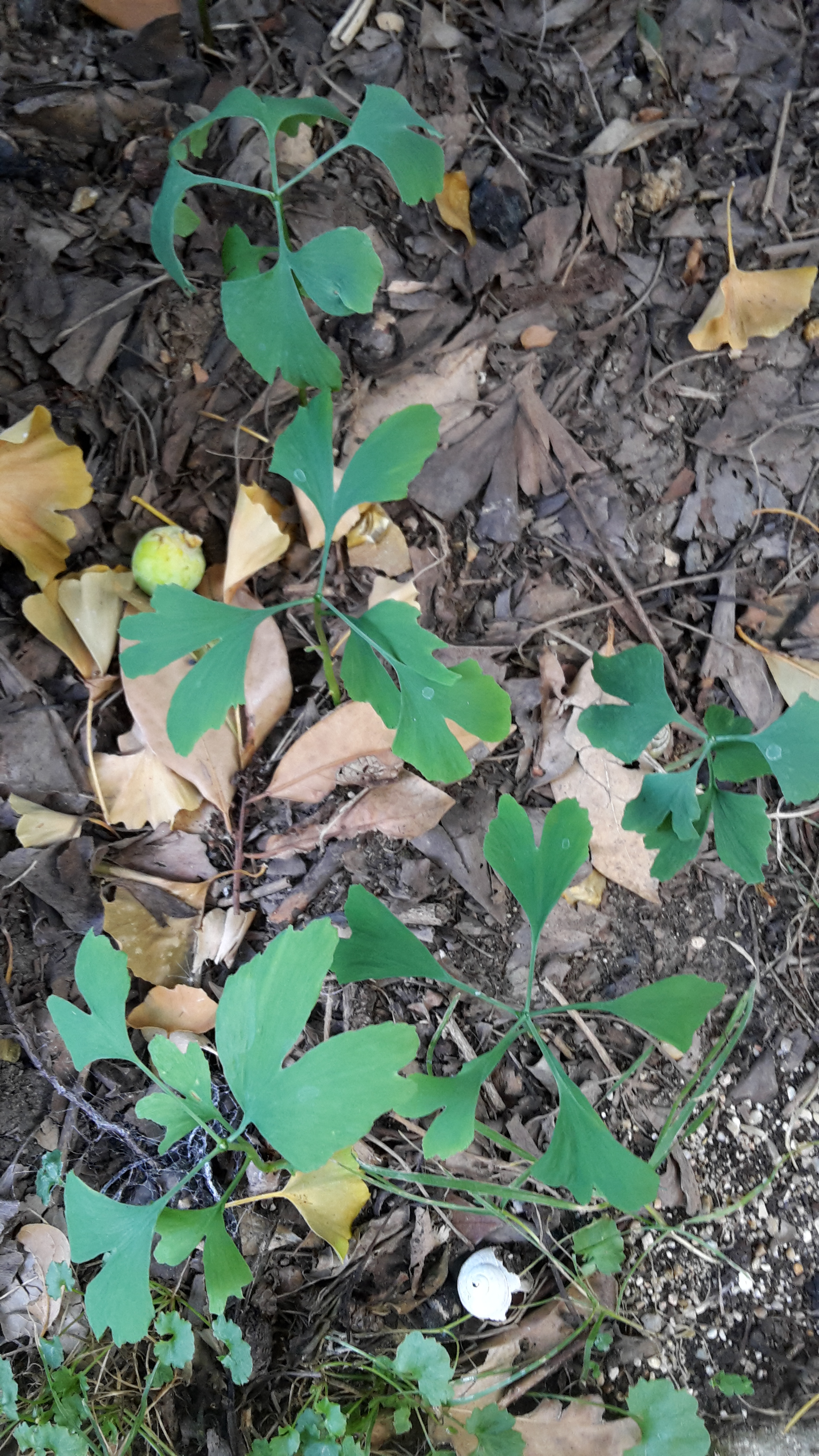
Levée de jeunes ginkgos sous un arbre femelle.
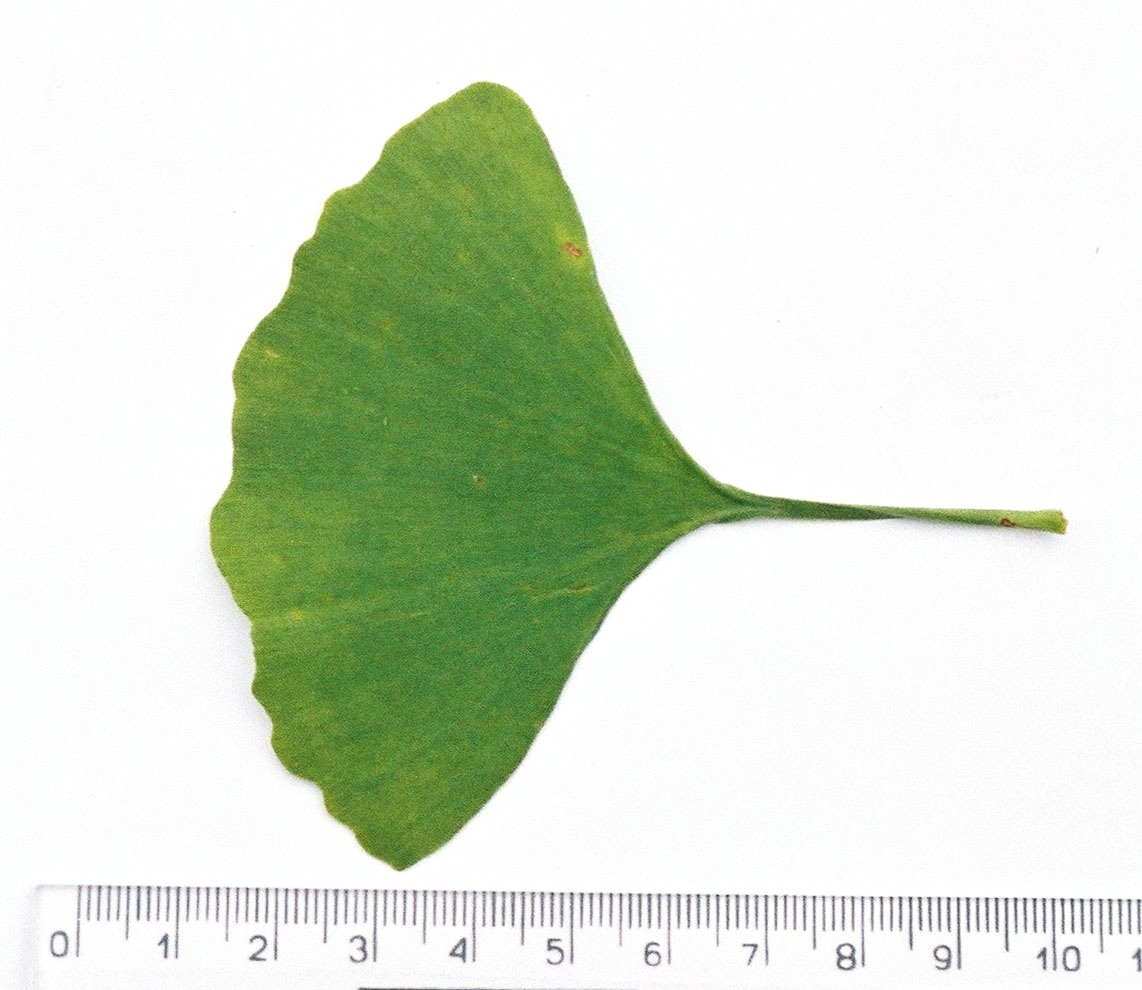
Une feuille de ginkgo.
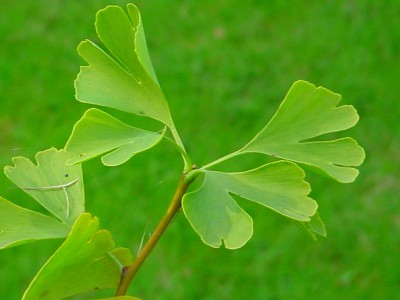
Des feuilles de ginkgo.
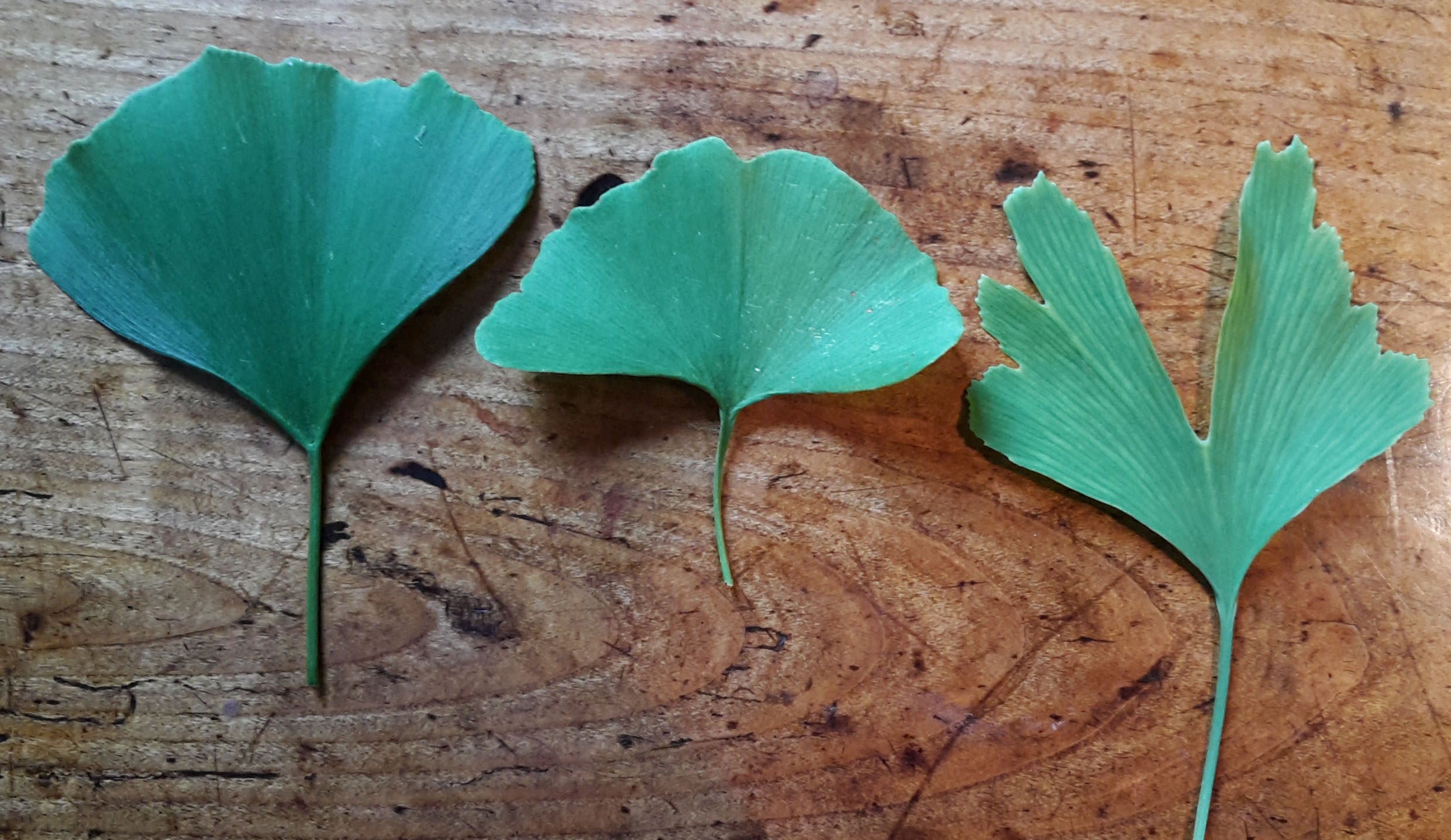
Différentes formes de feuilles.
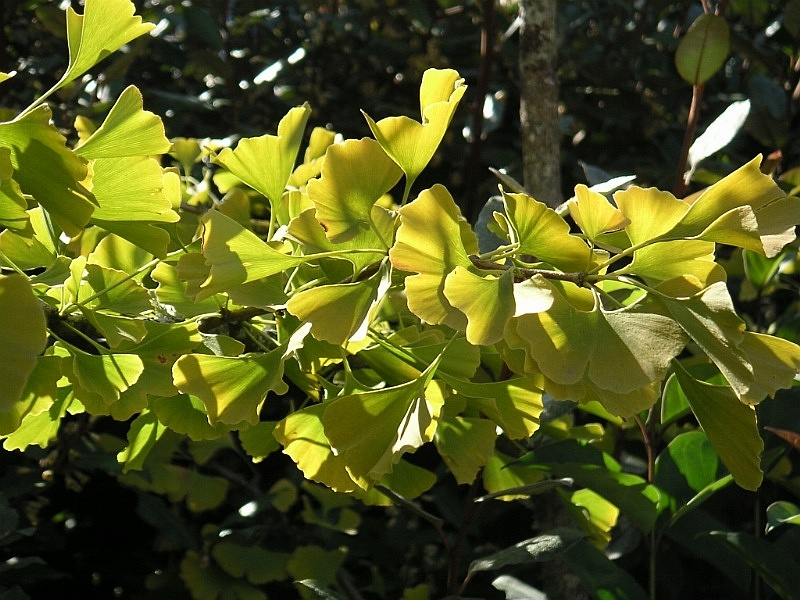
Des feuilles de ginkgo.
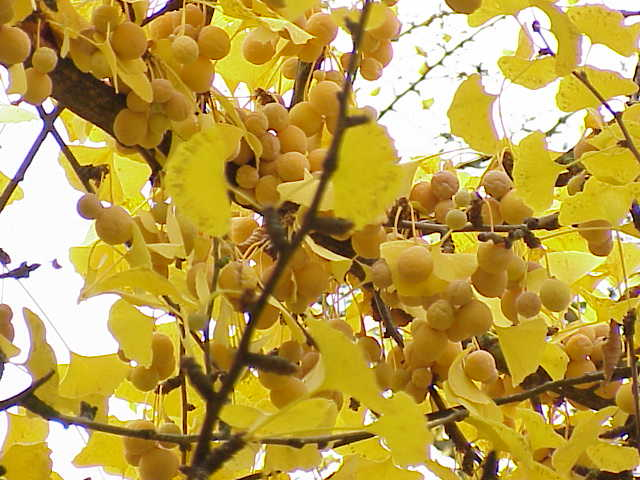
Des feuilles et des ovules de ginkgo.
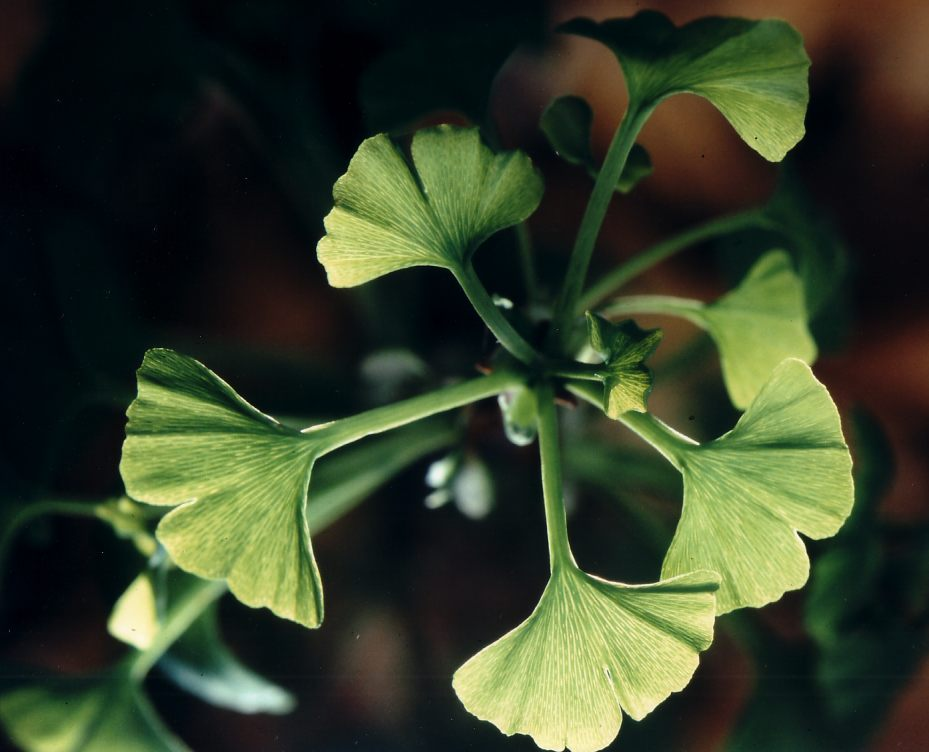
Des feuilles de ginkgo.
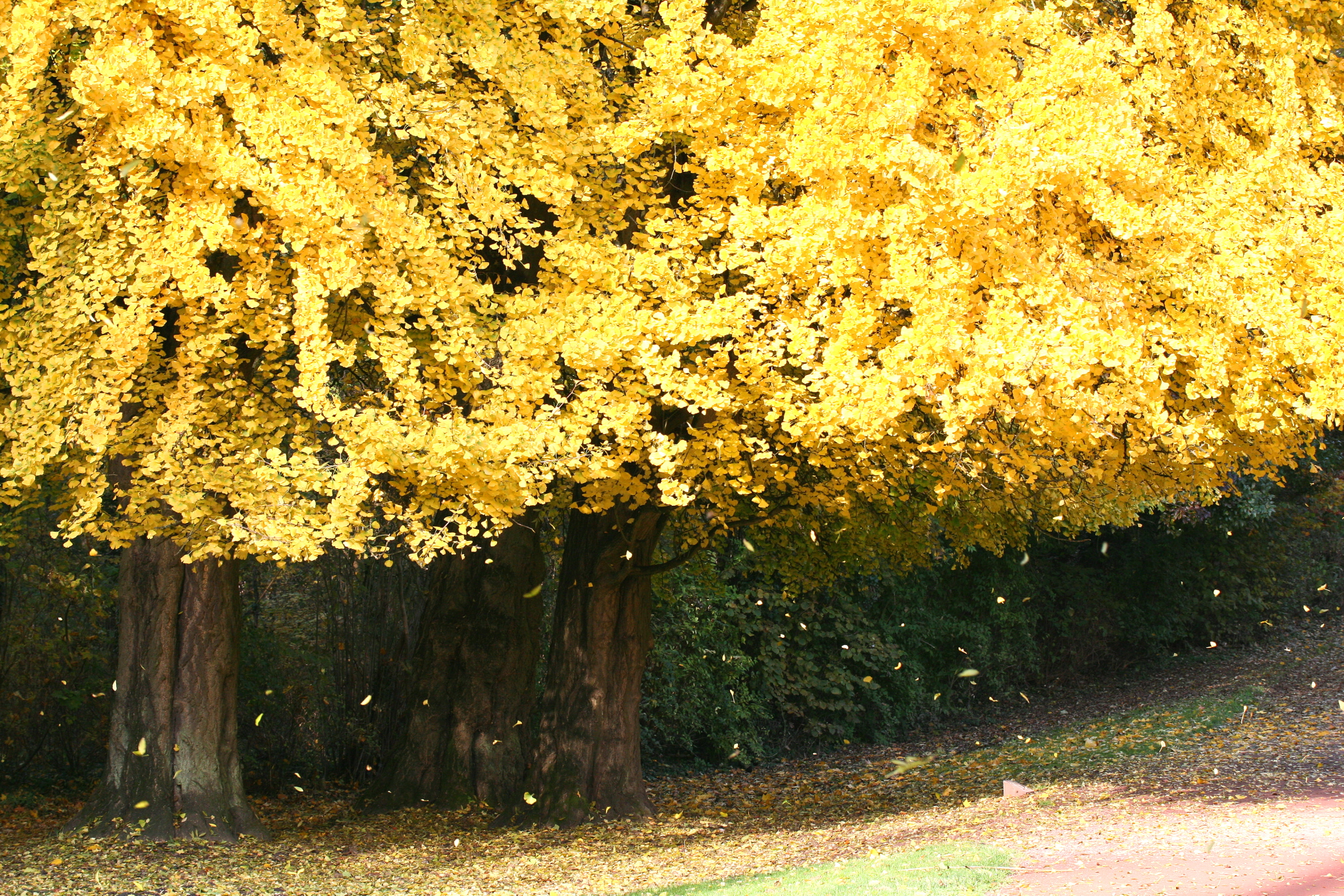
Des feuilles tombantes de ginkgo à l'automne.
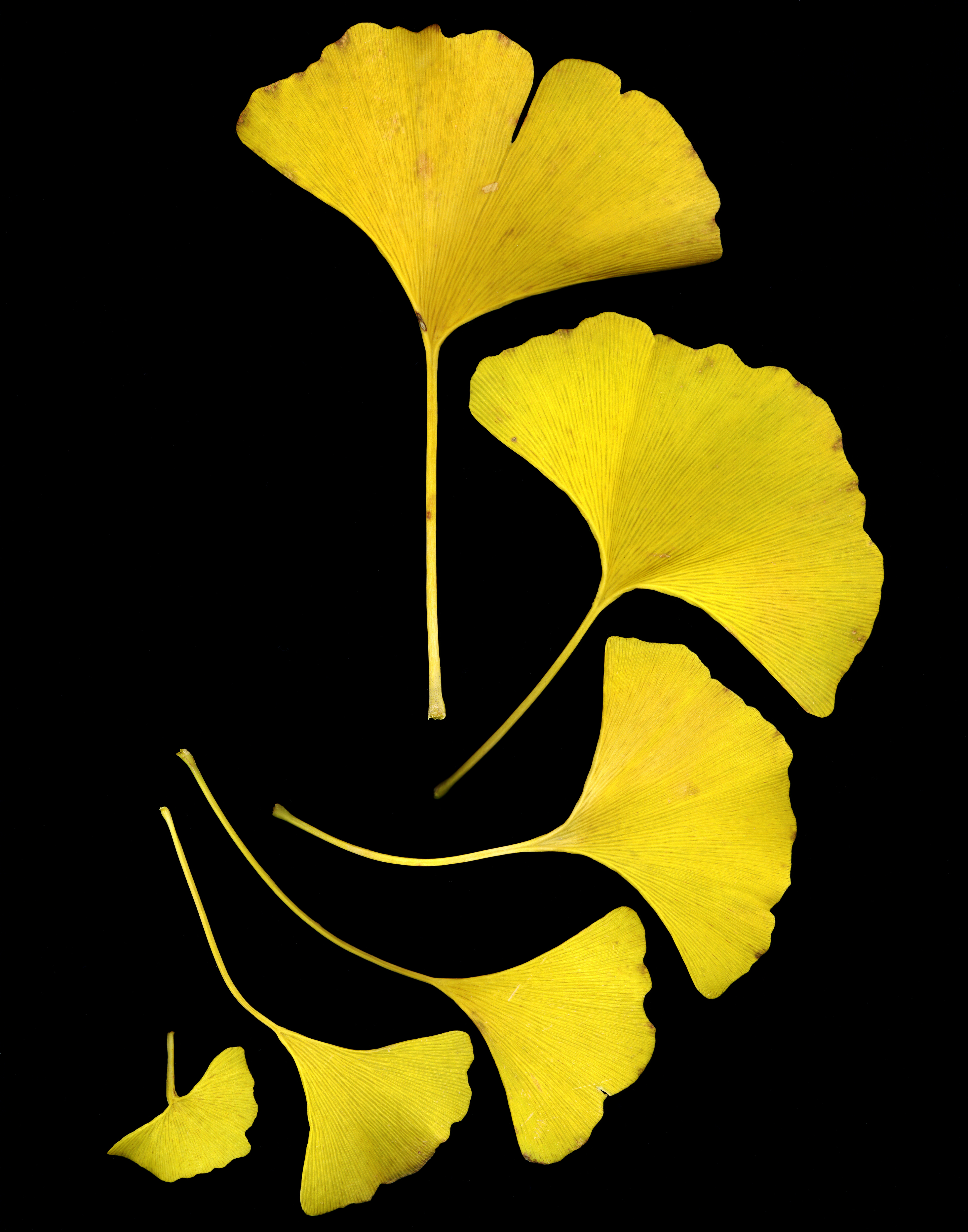
Feuilles à différents stades de croissance.
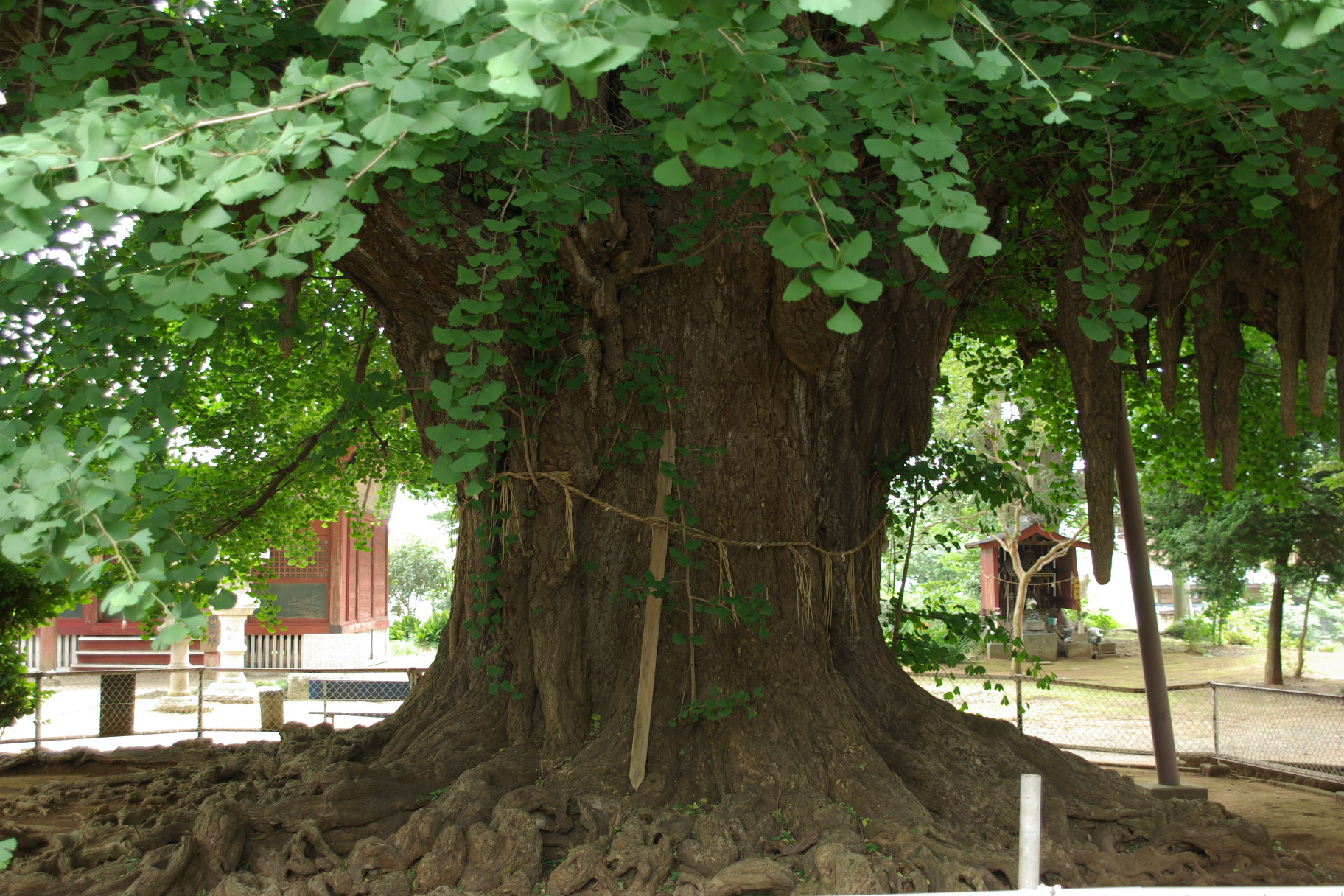
Vieux ginkgo du temple de Chiba, Japon
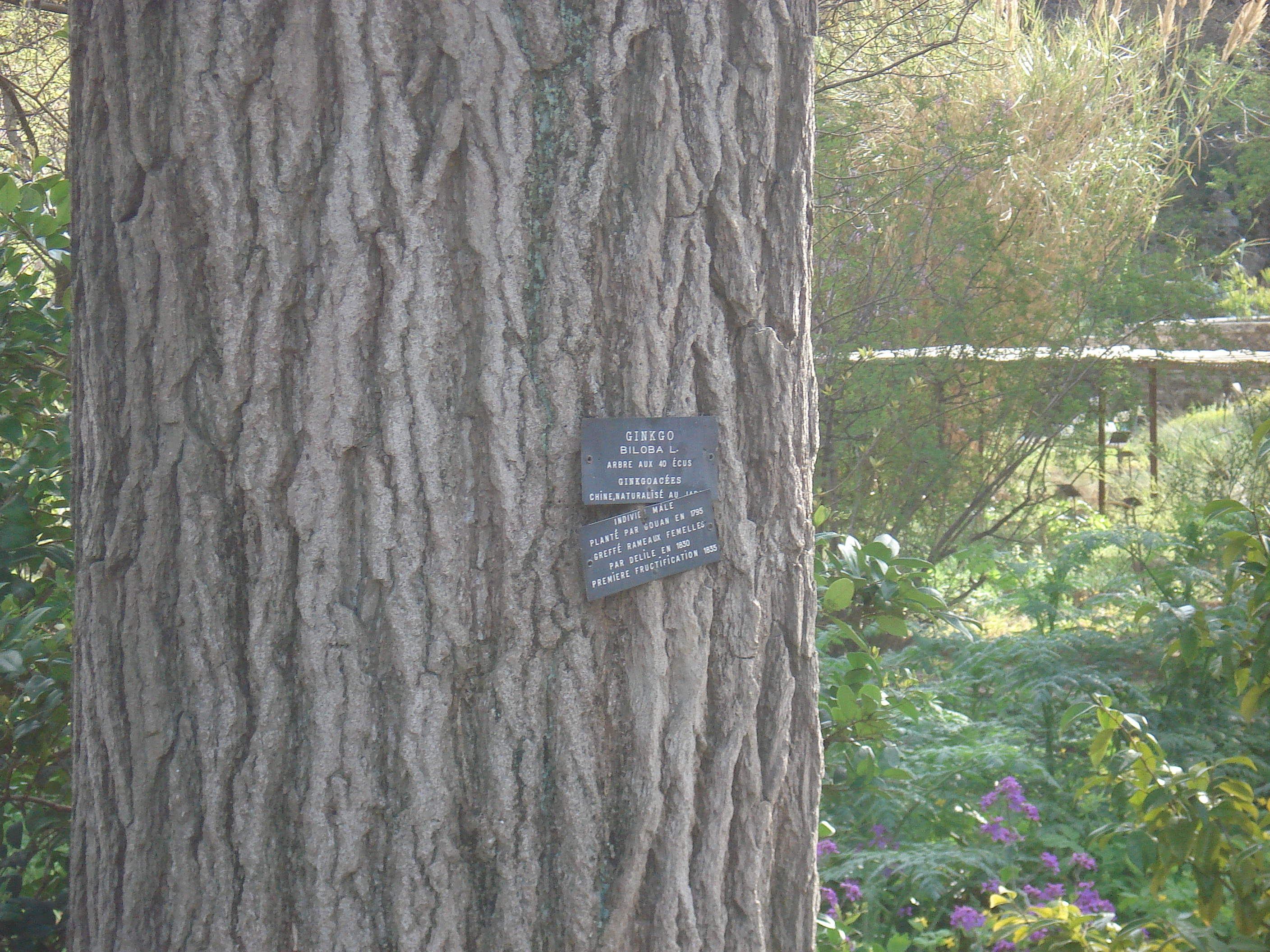
Détail du tronc du vieux ginkgo du jardin des plantes de Montpellier.
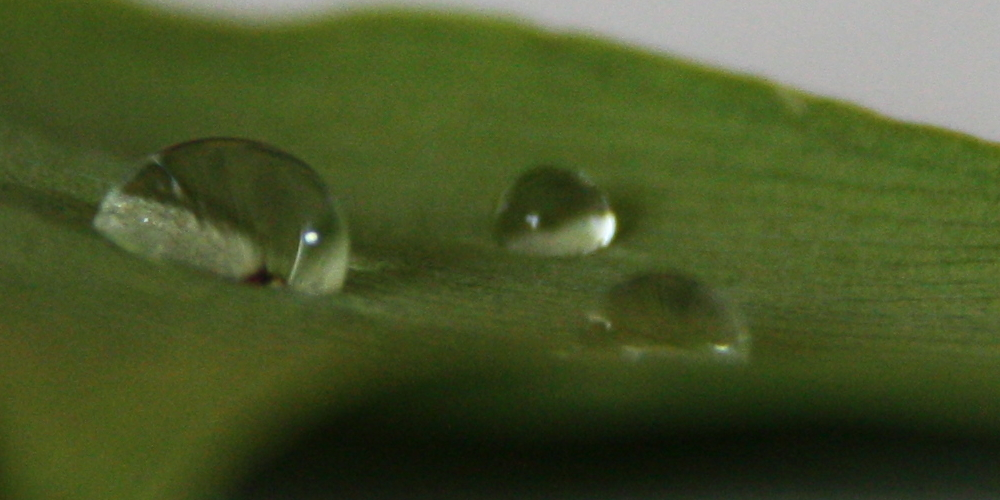
Gouttes d'eau sur la surface inférieure d'une feuille de Ginkgo biloba, exemple de mouillage partiel.
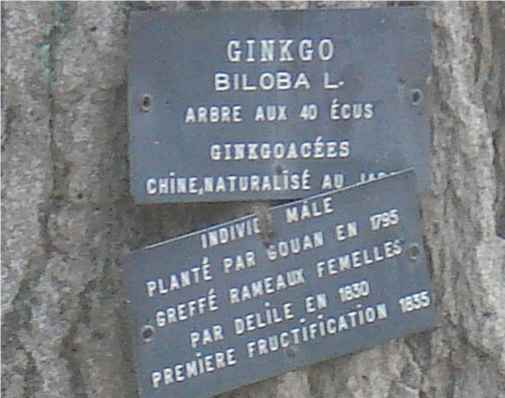
Affichette informative sur le ginkgo historique de Montpellier.
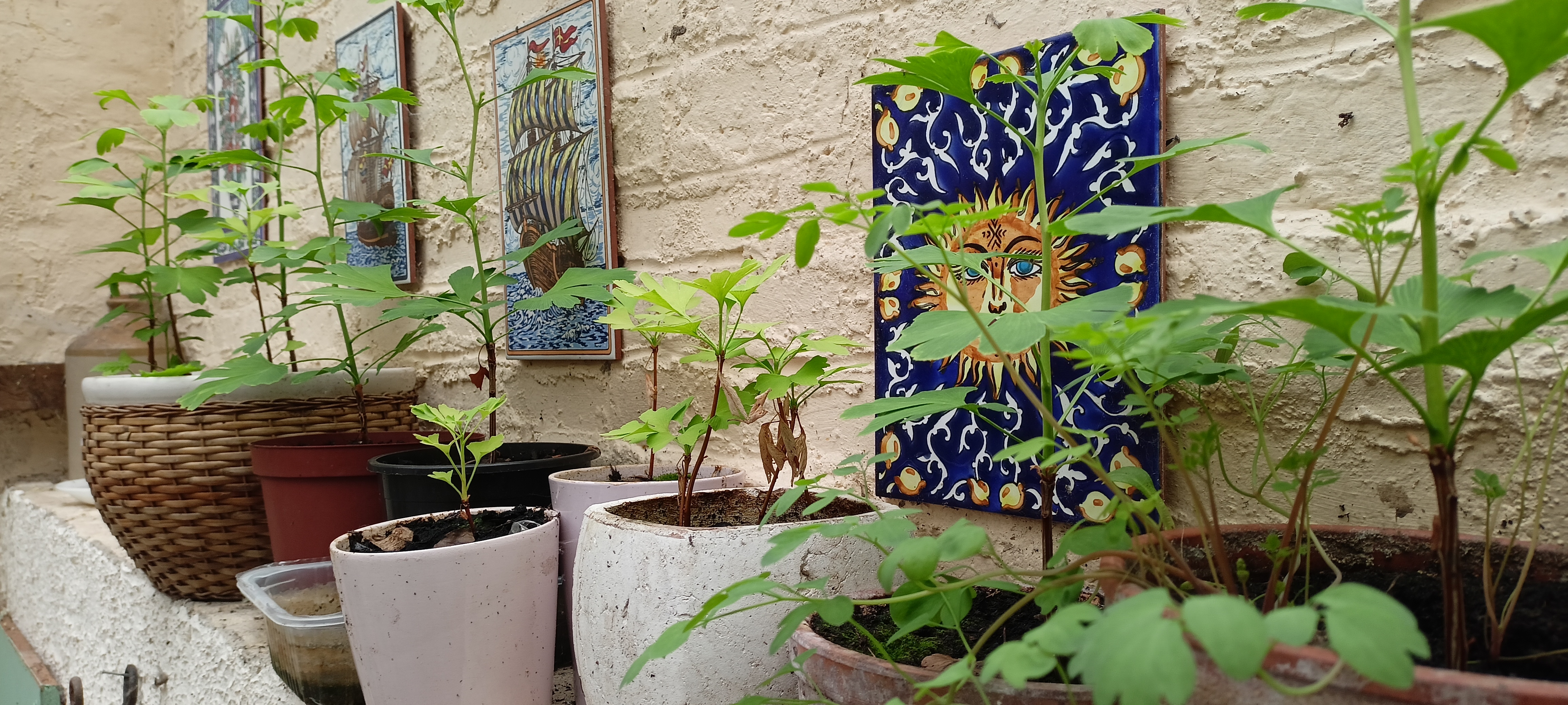
Culture de Ginkgo biloba.
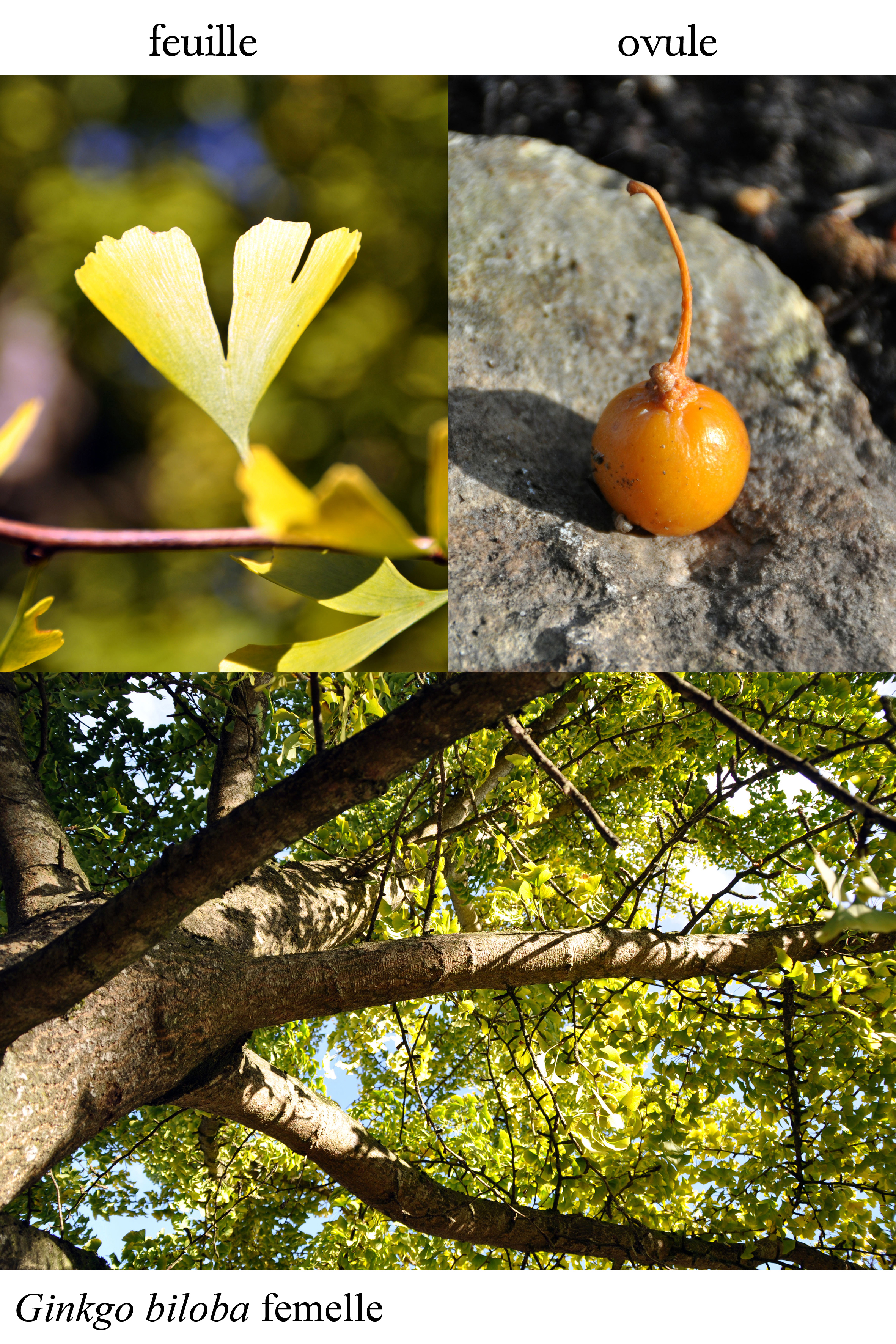
Éléments d'un Ginkgo biloba femelle.